# Nordischer Krieg (1674–1679)
Der Nordische Krieg von 1674 bis 1679, auch Schwedisch-Brandenburgischer Krieg oder Schonischer Krieg genannt, war ein selbständiger Teilkonflikt zwischen Brandenburg-Preußen und Dänemark einerseits und dem Königreich Schweden andererseits im parallel verlaufenden Holländischen Krieg. Schweden war ein Verbündeter Frankreichs, während Österreich, Brandenburg-Preußen, Dänemark und Spanien europaweit auf Seiten der Niederlande kämpften. Der Krieg teilte sich in mehrere große Abschnitte. Im ersten wehrte die brandenburgische Armee einen schwedischen Einfall in die Kurmark ab. In darauf folgenden Feldzügen der siegreichen Brandenburger, Dänen und ihrer Verbündeten eroberten sie nach langwierigen Kämpfen bis 1678 die schwedischen Besitztümer in Norddeutschland, Schwedisch-Pommern und Bremen-Verden. Dänemark war zudem ab Juni 1676 auf dem schonischen Kriegsschauplatz verwickelt und trug die Hauptlast im Seekrieg in der Ostsee gegen Schweden. Ein im Winter 1678/79 unternommener Einfall der Schweden in das Herzogtum Preußen konnte vom brandenburgischen Kurfürsten Friedrich Wilhelm erfolgreich zurückgeschlagen werden.
Der Krieg zwischen Brandenburg und Schweden endete am 29. Juni 1679 mit dem Frieden von Saint-Germain. Dänemark und Schweden schlossen am 26. September 1679 den Frieden von Lund. Entgegen dem für Brandenburg-Preußen siegreichen Kriegsverlauf bekam dieses aufgrund der Machtkonstellation auf europäischer Ebene nur einen kleinen Teil seiner Eroberungen zugesprochen. Zwischen Dänemark und Schweden wurde der Besitzstand vor dem Kriegsausbruch wiederhergestellt.

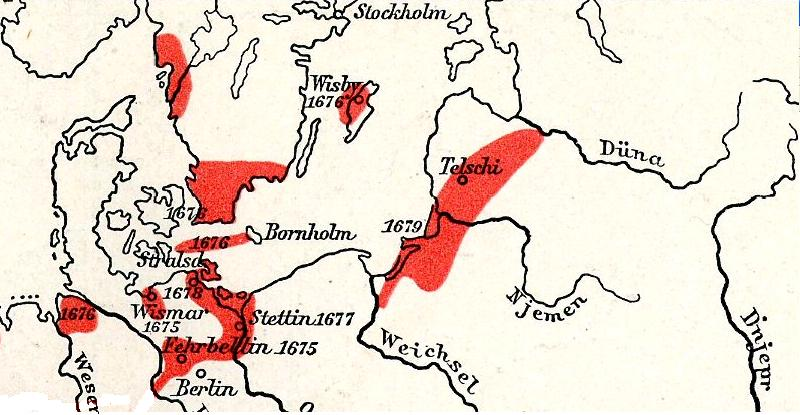
In Rot: Darstellung der umkämpften Gebiete zwischen 1674 und 1678 im Nordischen Krieg von 1674 bis 1679
Kartenausschnitt aus: F. W. Putzgers, Historischer Schul-Atlas, 1905

## Abgrenzung Schwedisch-Brandenburgischer Krieg und Schonischer Krieg
In der national geprägten Geschichtsforschung des 19. Jahrhunderts erfolgte keine einheitliche Gesamtdarstellung dieses Konfliktes. So entstand in der Literatur die Sichtweise zweier getrennter Konflikte. In Dänemark und Schweden wurde der Begriff Schonischer Krieg üblich, in Preußen und Deutschland bezeichnete man diesen Krieg als Schwedisch-Brandenburgischen Krieg.
Eine klare Trennung der militärischen Handlungen zwischen den beiden Teilkonflikten ist jedoch nicht möglich. Dänemark und Brandenburg-Preußen standen bereits vor Kriegsausbruch 1674 in vertraglichen Beziehungen zueinander. Zudem koordinierten beide Staaten schon am Anfang des Krieges ihre Operationen. Während des Kriegsverlaufes kam es zudem zu zeitlichen Überschneidungen der Kriegsschauplätze in Schonen, in der Ostsee, in Schwedisch-Pommern, Bremen-Verden und im Herzogtum Preußen. Die beiden Alliierten schlossen schließlich nur wenige Wochen voneinander getrennt Frieden mit Schweden.

## Vorgeschichte

### Devolutionskrieg

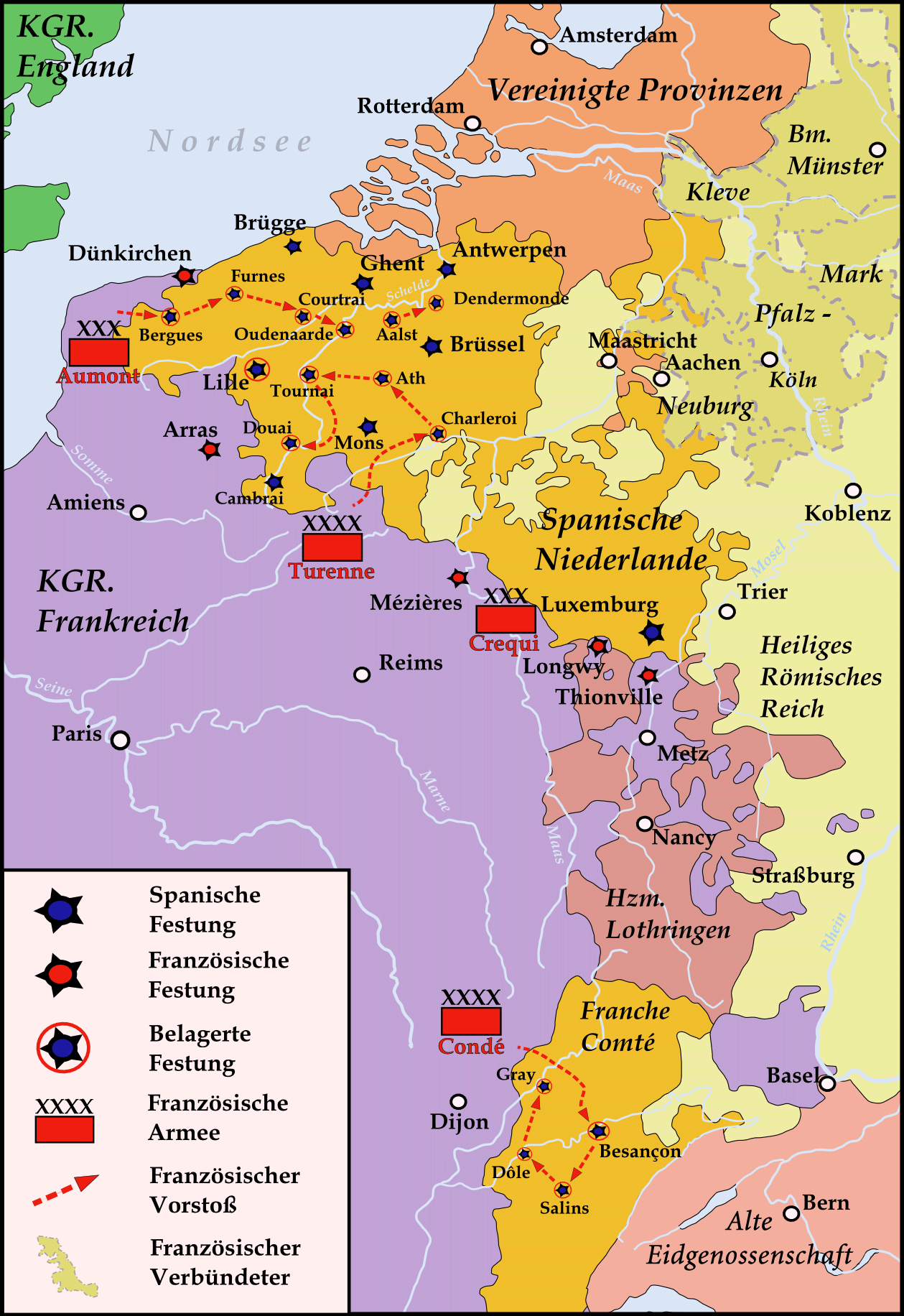
Überblickskarte über die Kampfhandlungen im Devolutionskrieg von 1667–1668

Durch den Zweiten Schwedisch-Polnischen Krieg (1655–1661, auch Zweiter Nordischer Krieg genannt) hatte sich Schweden vorerst erschöpft. So sah Ludwig XIV., der Herrscher Frankreichs, die Gelegenheit, mit der Verwirklichung seines Traums französischer Hegemonie über Europa zu beginnen. Unter dem fadenscheinigen Vorwand eines angeblichen Erbrechts – der „Devolution“ – überfiel er 1667 die Spanischen Niederlande und löste den Devolutionskrieg aus. Er begegnete aber dem entschiedenen Widerstand der Vereinigten Niederlande, Englands und Schwedens. Im Aachener Frieden von 1668 musste Frankreich den größten Teil seiner Beute wieder herausgeben.
Ludwig XIV. begann daraufhin einen mit vielfachen diplomatischen Unterhandlungen vorbereiteten Rachefeldzug gegen die protestantischen Niederlande, seine ehemaligen Verbündeten, zu planen. Er gab ihnen die Hauptschuld am Zustandekommen der Tripelallianz, auf deren Druck der französische Eroberungszug zum Stehen gebracht werden konnte.
Die Habsburger sahen dieser Entwicklung mit gemischten Gefühlen. Einerseits träumten die Machthaber in Wien von der „Exstirpation der Ketzer“, also der protestantischen Niederländer, andererseits konnte das Haus Habsburg unmöglich eine Stärkung französischer Macht dulden.
In Berlin bemühte sich 1670 der französische Gesandte erfolglos um die Allianz oder wenigstens Neutralität Brandenburg-Preußens. Brandenburg-Preußen unter Kurfürst Friedrich Wilhelm schloss am 16. Mai 1672 mit Wilhelm von Oranien, dem Kapitän-General der Niederlande und Statthalter von Holland und Zeeland, den Bündnisvertrag von Potsdam, mit dem sich die Brandenburger verpflichteten, gegen Zahlung von Subsidien 20.000 Mann Hilfstruppen für die Niederlande zu stellen.

### Ausbruch des Holländischen Krieges
Unmittelbar darauf, im Juni 1672, überfiel Ludwig XIV. die Vereinigen Niederlande, löste den Holländischen Krieg aus und drang in kurzer Zeit bis kurz vor Amsterdam vor. Der Kurfürst zog im August 1672 mit den vereinbarten 20.000 Mann zunächst nach Halberstadt um sich dort mit kaiserlichen Truppen vereinigen zu können. Allein die Anwesenheit dieser Truppenmacht genügte Ludwig XIV., um Marschall Turenne mit 40.000 Mann aus Holland abzuziehen und nach Westfalen zu verlegen. Ohne dass es zu einer entscheidenden Begegnung kam, schloss der Kurfürst am 16. Juni 1673 den Separatfrieden von Vossem, mit dem er das holländische Bündnis aufgab. Dafür räumte Frankreich das besetzte Herzogtum Kleve und kam für die ausstehende Zahlung von Subsidiengeldern durch Holland auf. Im Falle eines Krieges gegen das Heilige Römische Reich war der Kurfürst durch den Vertrag nicht gehindert, seiner Pflicht als Reichsfürst nachzukommen und Frankreich erneut entgegenzutreten.

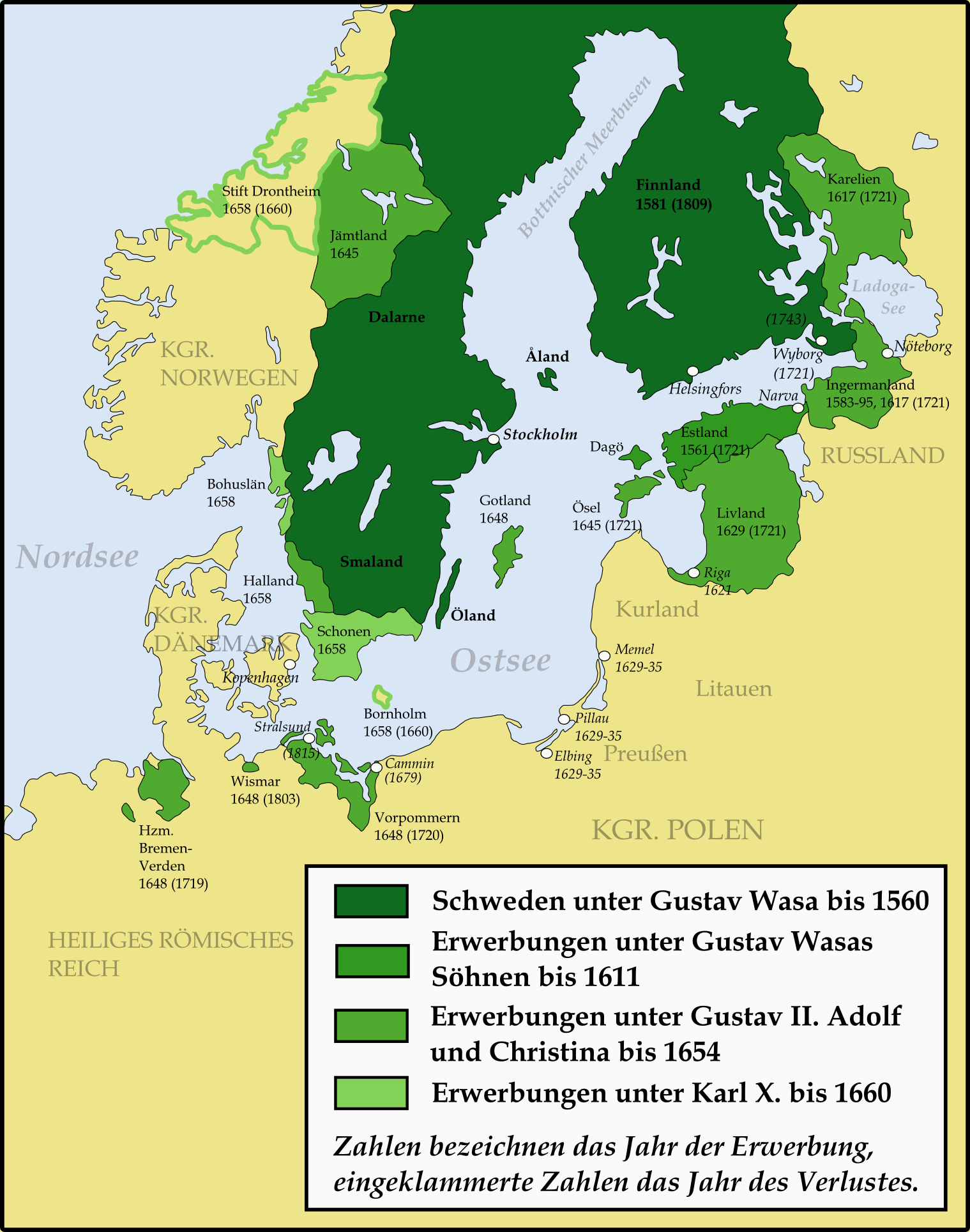
Expansion Schwedens 1560–1660

Ebenfalls 1673 schlossen Brandenburg-Preußen und Schweden ein auf 10 Jahre gültiges Schutzbündnis. Beide Seiten hielten sich aber eine freie Bündniswahl im Falle eines Krieges vor. Aufgrund des Schutzbündnisses mit Schweden rechnete der Kurfürst nicht mit einem schwedischen Kriegseintritt auf Seiten Frankreichs. Da Schweden aufgrund seiner norddeutschen Besitzungen ebenfalls Reichsmitglied war, sollte es in dem im Sommer 1674 ausbrechenden Krieg gegen Frankreich sich dem allgemeinen Reichsbeschluss anschließen oder wenigstens neutral bleiben. Im Sommer 1674 verwüstete Marschall Turenne planmäßig die Kurpfalz, und zwang damit den Reichstag dazu, Frankreich zum Reichsfeind zu erklären.
Am 23. August setzte sich deshalb ein 20.000 Mann starkes brandenburgisches Heer nach Straßburg in Marsch, wohin Turennes Armee durch den kaiserlichen Feldherrn Raimondo Montecuccoli zwischenzeitlich manövriert worden war. Anfang Oktober überschritt das brandenburgische Heer den Rhein und vereinigte sich wenige Tage später mit den Kaiserlichen bei Straßburg.
Durch die Entsendung des brandenburgischen Heeres an den Rhein konnten sich die Franzosen unter Marschall Turenne an diesem Abschnitt nur mit Mühe gegen die nun numerisch überlegene Armee der Alliierten halten. Zwar siegten am 26. Dezember 1674 die Franzosen unter Marschall Turenne in der Schlacht bei Türkheim über die Kaiserlichen und Brandenburger, erlitten dabei aber so hohe Verluste, dass sich das Reichsheer ungehindert in die Winterquartiere zurückziehen konnte. Die Brandenburger nahmen Winterquartiere in der Gegend von Schweinfurt. Es war daher für Frankreich von wesentlicher Bedeutung, sein Heer an diesem Abschnitt zu entlasten.

### Formung der Französisch-Schwedischen Allianz
Inzwischen war es der französischen Diplomatie gelungen, den traditionellen Alliierten Schweden, der im Frieden von Oliva nur durch französische Unterstützung vor dem Verlust ganz Pommerns bewahrt worden war, zu einem Kriegseintritt zu bewegen.
Grundlage dafür war ein im April 1672 mit Frankreich geschlossener Subsidienvertrag, welcher versprach, 400.000 Riksdaler pro Jahr bereitzustellen, wenn Schweden sich verpflichtete, 16.000 Soldaten in Schwedisch-Pommern zu unterhalten. Im Kriegsfall sollte diese Summe auf 600.000 Riksdaler erhöht werden. Die französische Regierung erreichte damit den Beistand Schwedens im Krieg gegen die Republik der Vereinigten Niederlande. Schweden hatte zu dem Zeitpunkt große Mühe, angesichts eines defizitären Staatshaushalts, den erreichten Großmachtstatus zu verteidigen und war somit auf französische Unterstützungszahlungen angewiesen. Zudem war das Land innenpolitisch geschwächt, da nach dem Tod König Karls X. Gustav 1660 zunächst ein Regentschaftsrat unter Reichskanzler Magnus Gabriel De la Gardie (1622–1686) die Regierungsgeschäfte übernahm, da der Thronfolger Karl XI. (1655–1697) zu diesem Zeitpunkt die Volljährigkeit noch nicht erreicht hatte. Innerhalb des Rates setzte Reichsschatzmeister Gustav Bonde (1620–1667) radikale Kürzungen im Budget für Marine, Heer und Festungsbau durch.
Für Schweden hatte es nun im Hinblick auf den beabsichtigten Angriffskrieg herausragende Bedeutung, mit Dänemark Frieden zu halten, um alle Ressourcen gegen die höchstwahrscheinlichen Gegner Brandenburg, die Habsburgermonarchie und die Holländer einsetzen zu können.
Daher wurde Ende 1674 Graf Nils Brahe (1633–1699) nach Kopenhagen entsandt, um die freundschaftlichen Beziehungen zu stärken. Dänemark verhielt sich vorerst neutral. Das Zögern der Dänen erklärte sich dadurch, dass bereits in den Jahren von 1643 bis 1661 Dänemark und Schweden zwei Kriege um Schonen geführt hatten, die beide mit Niederlagen Dänemarks endeten. Nach dem sog. Torstenssonkrieg hatte es im Frieden von Brömsebro (1645) Jämtland, Härjedalen, Gotland und Saaremaa an Schweden abgetreten. Während des Nordischen Krieges verlor es im Frieden von Roskilde (1658) auch Schonen, Blekinge und Halland (Skåneland). Diese Verluste wurden in der dänischen Regierung nicht endgültig akzeptiert. Hinzu kamen die umfangreichen Streitigkeiten zwischen Dänemark und Schweden um die Gottorfer Anteile in den Herzogtümern Holstein und vor allem Schleswig, die durch die Heirat Karls X. Gustavs mit Hedwig Eleanora von Schleswig-Holstein-Gottorf noch an Brisanz gewannen. Die dänische Regierung bemühte sich in den 1660er Jahren um Verbündete und schloss Defensivbündnisse mit den Vereinigten Niederlande und Brandenburg-Preußen ab.
Als der Erfolg ausblieb, spielte man auf schwedischer Seite mit dem Gedanken, dass sich die schwedische Armee zuerst gegen das dänische Holstein wenden sollte. Der schwedische Reichskanzler und Feldmarschall Carl Gustaf Wrangel befürworteten diesen Plan, aber der französische Gesandte stellte sich dagegen.
Die Schweden sammelten daraufhin in Schwedisch-Pommern ein Heer. Fürst Johann Georg von Anhalt, Statthalter der Mark Brandenburg, ließ, beunruhigt von den Truppensammlungen, über den brandenburgischen Obristen Mikrander beim schwedischen Oberbefehlshaber Wrangel über die Absicht des schwedischen Aufmarsches anfragen. Wrangel jedoch unterließ eine Antwort und lehnte ein weiteres Unterredungsgesuch des Fürsten von Anhalt ab.

## Erster Kriegsabschnitt: Operationen in Norddeutschland

### Schwedischer Einfall in die Mark Brandenburg

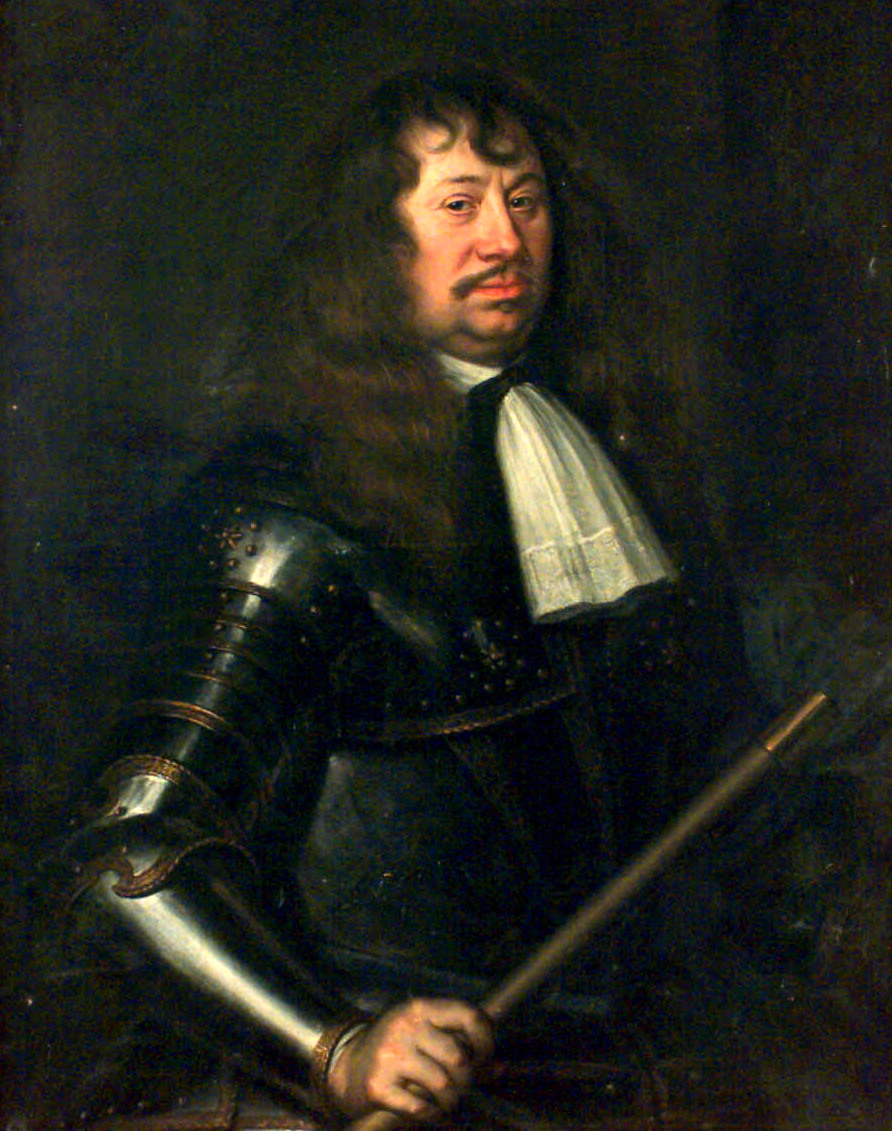
Feldmarschall Carl Gustaf Wrangel, Oberbefehlshaber des schwedischen Heeres in Brandenburg
Gemälde von Matthäus Merian Junior, 1662

Obwohl sich Schweden für verbindlich erklärt hatte, bereits im November in die Länder des Heiligen Römischen Reiches einzufallen, verzögerte sich der Einmarsch auf Betreiben des schwedischen Reichskanzlers um einen Monat. Der französische Gesandte hätte am liebsten einen Einmarsch in die kaiserlichen (österreichischen) Erblande gesehen, was aber als nicht durchführbar angesehen wurde.
Die Feindseligkeiten begannen schließlich am 25. Dezember 1674, als die zwischen 13.700 und 16.000 Mann und 30 Geschütze starke schwedische Armee ohne Kriegserklärung über Pasewalk in die Uckermark einrückte. Unter dem Befehl des Feldmarschalls Carl Gustaf Wrangel schlug sie ihr Hauptquartier in Prenzlau auf und verblieb zunächst passiv. Erst im Februar rückte sie wieder vor und besetzte die Uckermark, die Prignitz, die Neumark und Hinterpommern bis auf Lauenburg und einige kleinere Orte. Die wenigen brandenburgischen Truppen zogen sich in die befestigten Orte entlang der Havellinie zurück. Danach ging das schwedische Heer in seine Winterquartiere.

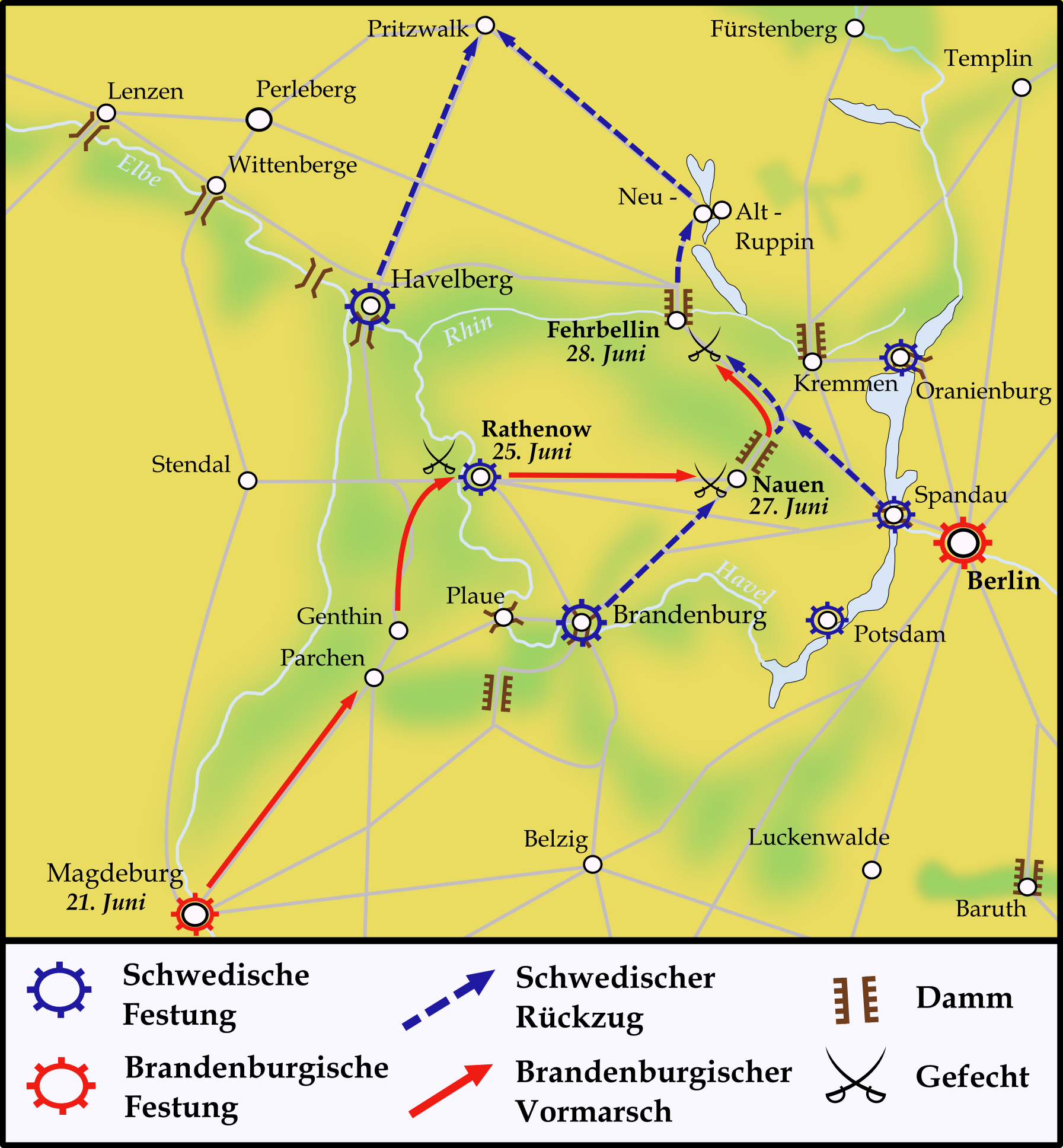
Karte vom Feldzug des Kurfürsten Friedrich Wilhelm I. (23. Juni bis 29. Juni)

Im Mai 1675 begannen die Schweden einen Frühjahrsfeldzug mit dem Ziel, über die Elbe zu gelangen, um sich u. a. mit den 13.000 Mann starken Truppen des verbündeten Herzogs Johann Friedrich von Braunschweig-Lüneburg zu vereinigen und dann im Rücken der kaiserlichen und brandenburgischen Armee an der Rheinfront zu operieren und somit eine Entlastung der französischen Kräfte zu erreichen. Obwohl der Zustand der schwedischen Armee zu dem Zeitpunkt nicht mehr derselbe wie zu früheren Zeiten war und unter unklaren Führungsverhältnissen und mangelnder Disziplin litt, so war sie doch noch von ihrem früheren Ansehen umgeben. Dies führte zu schnellen Anfangserfolgen der Schweden, die in kurzer Zeit große Teile der Mark besetzten. Wrangel verlegte nun sein Hauptquartier nach Havelberg und traf Vorbereitungen für den geplanten Übergang über die Elbe. Die schwedische Besatzung war durch schwere Ausschreitungen, Gewalt und Plünderungen gegen die Zivilbevölkerung gekennzeichnet. Einige zeitgenössische Chroniken schilderten, dass diese Ausschreitungen in ihren Ausmaßen und Brutalität schlimmer als zu Zeiten des Dreißigjährigen Krieges waren.
Im Juni erklärten die Niederlande und Spanien auf Drängen des Kurfürsten Schweden den Krieg. Sonst erhielt Brandenburg vom Reich und Dänemark keinen Beistand. Kurfürst Friedrich Wilhelm entschloss sich nun, mit den verbliebenen brandenburgischen Truppen in einem eigenständig geführten Feldzug die Schweden aus der Mark zu vertreiben. Die Brandenburger brachen Anfang Juni 1675 aus ihrem Lager am Main auf und erreichten Magdeburg am 21. Juni. Innerhalb von nur einer Woche gelang es ihnen dann, die Schweden, unter empfindlichen Verlusten, in einer immer schneller und chaotischer werdenden Verfolgungsjagd aus der Mark Brandenburg zurück nach Schwedisch-Pommern zu vertreiben. Besondere Bedeutung bei diesen Kämpfen erlangte die Schlacht bei Fehrbellin, bei der die Schweden eine empfindliche Niederlage erlitten. Dies erregte in ganz Europa Aufsehen. Die brandenburgische Armee, die noch niemals zuvor allein in die Schlacht gezogen war, hatte die hervorragende schwedische Truppe aus dem Feld geschlagen. Das brandenburgische Heer rückte im Anschluss in das neutrale Mecklenburg ein und ging dort in Quartier.

### Politische Umwälzungen in Schweden
Die Niederlage bedeutete für Schweden umwälzende Änderungen. Die bisher vom Reichskanzler geführten Regierungsgeschäfte gingen auf König Karl XI. über, der neue Rüstungen aufnahm. Militärisch bedeutete die Niederlage für Schweden, dass die bis dahin nur latente Feindseligkeit diverser europäischer Mächte nun deutlicher hervortrat und man auf schwedischer Seite mit weiteren Kriegserklärungen und damit einer Ausweitung des Krieges rechnen musste. Es zeigte sich nun auch, auf welch fragiler Grundlage die schwedischen Kriegspläne basierten. Obwohl die Niederlage von Fehrbellin keine vernichtende war, war doch die Zeit der großen Pläne für Schweden zu Ende. So konzentrierte man sich von nun an auf die Verteidigung des Reiches. Als hinderlich für die Rüstung stellte sich jedoch die träge Verwaltung heraus, die oft nur unter großen Verzögerungen den königlichen Anordnungen folgte. Die Ausrüstung von Flotte und Heer hinkte deshalb den Erfordernissen ständig hinterher. Die weiteren Hoffnungen Schwedens beruhten nun auf seiner Flotte, und große Rüstungsanstrengungen wurden auf sie konzentriert. Die schwedischen Planungen sahen vor, dass sich nach einem als wahrscheinlich angesehenen Sieg über die dänische Flotte die eigene Flotte in den Öresund vor Kopenhagen begeben, die holländische Flotte am Eindringen in die Ostsee hindern und Handelsschiffe der Feinde aufbringen sollte, um dadurch die Dänen zur Rücknahme ihrer Kriegsmacht aus den deutschen Gebieten zu zwingen. Danach sollte König Karl XI. mit Truppen von Schonen und Wrangel von Schwedisch-Pommern aus auf Seeland landen.

### Ausweitung des Krieges
Ermutigt durch den Sieg der Brandenburger in der Schlacht von Fehrbellin erklärte am 17. Juli 1675 der habsburgische Kaiser Schweden zum Reichsfeind und damit den Reichskrieg und bestimmte mit den Mandata Avocatoria, dass alle Untertanen des Heiligen Römischen Reiches etwaigen schwedischen Diensten zu entsagen hatten. Der Westfälische Reichskreis und der Obersächsische Reichskreis wurden mit der Bekämpfung der Schweden beauftragt. Der schwedische Gesandte in Wien wurde ausgewiesen. Ende Juli stieß ein 5.300 Mann starkes kaiserliches Kontingent unter Feldmarschallleutnant Graf Coop zu den in Mecklenburg stehenden Brandenburgern. Der Herzog von Hannover erklärte aufgrund der gegebenen Umstände seine Neutralität. Bischof Christoph Bernhard von Galen von Münster und Herzog Johann Friedrich von Lüneburg erklärten sich nun ebenfalls bereit zur Teilnahme am Kampf gegen die Schweden.
Auch Dänemark schloss sich Ende Juli der Allianz an. Auf einer brandenburgisch-dänischen Konferenz am 27. Juli 1675 mit General Gustav Adolf von Baudissin auf dänischer Seite wurde ein gemeinsames militärisches Vorgehen zwischen Brandenburg und Dänemark beschlossen. Schweden stand nun isoliert im Kampf gegen Brandenburg, andere Staaten des Heiligen Römischen Reichs, Dänemark, die Niederlande und Spanien.

### Herbstfeldzug in Pommern

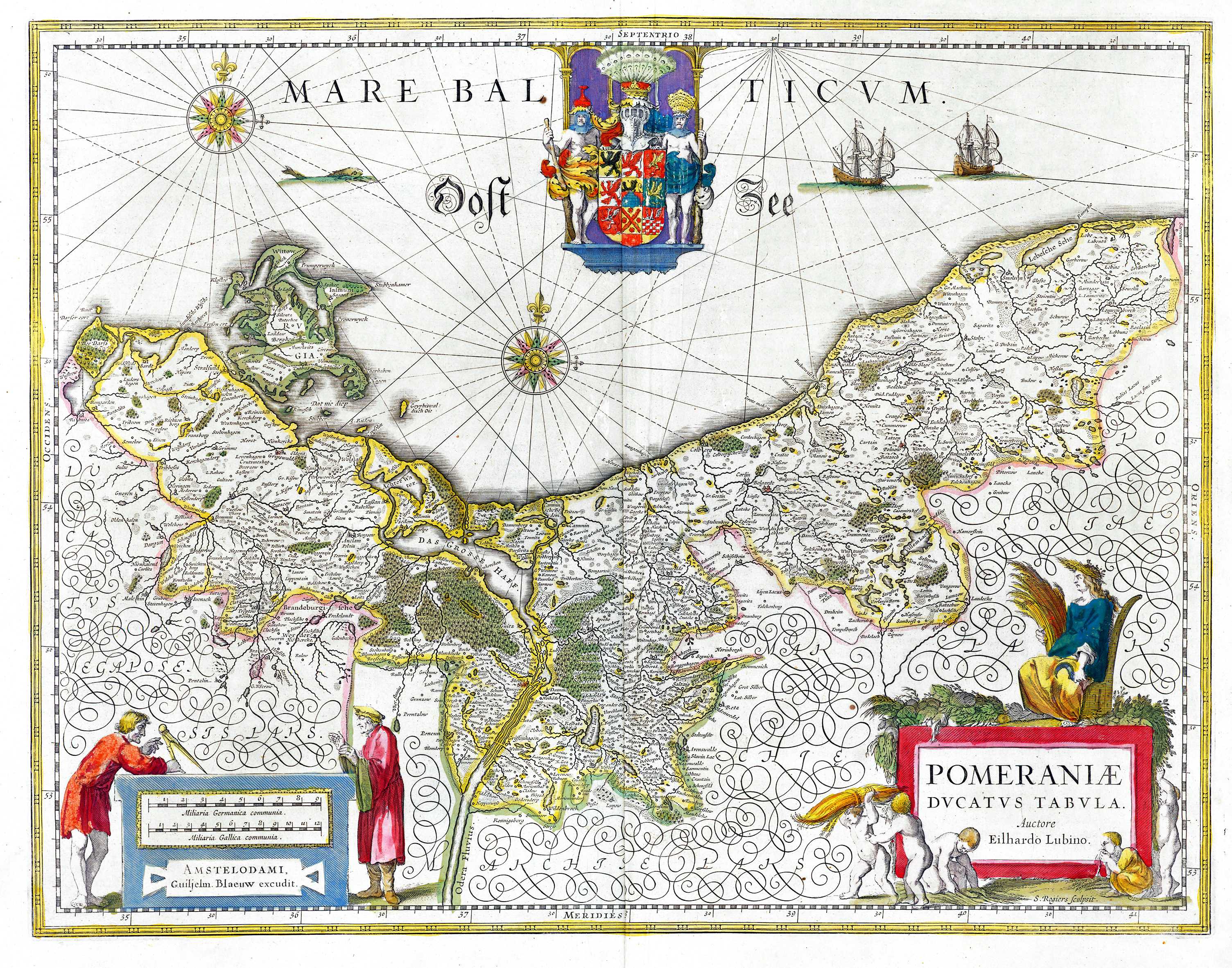
Pommern im 17. Jahrhundert

Dänemark rüstete sich für den beginnenden Krieg und verfügte über ein Feldheer von 30 Regimentern Kavallerie und Infanterie, zusammen 20.000 Mann. Auch die Flotte wurde in Gefechtsbereitschaft gesetzt. Ihre Stärke betrug 42 Kriegsschiffe, das kleinste mit 30, das größte mit 80 Kanonen bewaffnet.
Als Vorbereitung für den Truppenmarsch ließen die Dänen alle Pässe in Holstein bis vor Hamburg besetzen und sichern. Zudem befahl der dänische König, mit einem dänischen und einem holländischen Kriegsschiff das Kattegat zu sperren. Zu ersten Kriegshandlungen zwischen Dänen und Schweden kam es am 22. August 1675, als zwei dänische Schiffe, von Glückstadt kommend, mit 80 Mann besetzt die schwedische Schanze Braunshausen bei Stade angriffen. Bei diesem kurzen Gefecht wurde eines der beiden dänischen Schiffe mit 40 Mann versenkt (21 Tote, 19 Gefangene). Das andere trat danach den Rückzug an.
Der dänische König Christian V. befahl nun dem Generalfeldmarschall Adam von Weyher, das Invasionsheer bei Oldesloe (Holstein) zu sammeln. Die durch holländische Kriegsschiffe verstärkte dänische Flotte erhielt am 22. August den Befehl, in die Ostsee zu verlegen, um vor der Küste Schwedisch-Pommerns zu kreuzen. Am 2. September 1675 erfolgte die Kriegserklärung Dänemarks an Schweden. Der dänische König brach am 3. September von Kopenhagen aus nach Oldesloe auf, wo er am 9. September zur Heerschau seines inzwischen versammelten Heeres eintraf. Dieses Heer hatte eine Stärke von 18.000 Mann und 40 Feldgeschützen und stand unter dem Befehl des Generalfeldmarschalls Weyher. Der Vormarsch der etwa 16.000 Mann starken Dänen durch das nördliche Mecklenburg begann am 12./22. September. Beabsichtigt war, über Gadebusch in der Nähe von Rostock durch das neutrale Mecklenburg Schwedisch-Pommern zu erreichen. Das Ziel der Dänen war es, die Brandenburger zu unterstützen und gleichzeitig dänische Interessen in der Region zu sichern. Der dänische König nahm während des ganzen Feldzuges großen Einfluss auf die Befehlsgebung.
Am 20. September erreichten die Dänen Wismar. Am 21. September erkundete der König die Umgebung der Stadt und ließ die Stadt mit zwei Kürassier- und einem Dragonerregiment einschließen. Danach zog das dänische Heer weiter. Am 25. September wurde Doberan erreicht. Hier kamen König Christian V. und der brandenburgische Kurfürst Friedrich Wilhelm I. am 25. September 1675 zusammen, beschlossen ein Offensivbündnis und einigten sich auf die gemeinsamen Kriegsziele. Diese bestanden für Dänemark in der Rückgewinnung der in den Friedensschlüssen von 1645 und 1660 verlorenen Provinzen, ferner von Wismar und der Insel Rügen. Brandenburg sollte dafür ganz Schwedisch-Pommern erhalten.

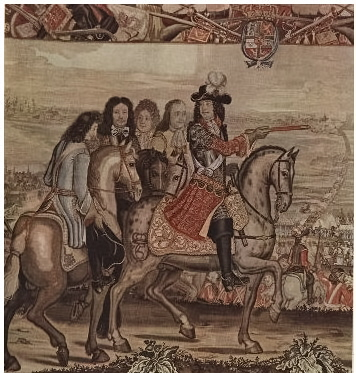
Der dänische König Christian V. und sein Stab bei der Eroberung Damgartens am 6. Oktober 1675
Rosenborger Wandteppiche 1684–1693

Am 29. September zogen die Dänen durch Rostock, am 1./11. Oktober erreichten sie Damgarten, den ersten Ort in Schwedisch-Pommern. Dort lag der schwedische Feldmarschall Otto Wilhelm von Königsmarck mit einigen Truppen. Die Dänen bauten eine Brücke als Übergang über die Recknitz, den Grenzfluss, wobei sie aufgrund des heftigen schwedischen Gegenfeuers 25 Mann verloren. Wegen des ausgedehnten Morastes abseits der Wege war eine Umgehung der am gegenüberliegenden Ufer gelegenen schwedischen Schanze nicht möglich. Bis zum 16. Oktober waren beide Seiten hier in einem Stellungskampf verwickelt.
Während die Alliierten nach Pommern vorstießen, ging auf schwedischer Seite nichts so recht zusammen. Durch Versäumnisse bei der Flottenrüstung musste das geplante Auslaufen der Flotte immer wieder verschoben werden. Erst am 9. Oktober ging die Flotte in See. Am 16. gelangte die Flotte in offene See und hatte beinahe Gotland erreicht, als sie in einen schweren Sturm geriet. Da ein großer Teil der Besatzungen seekrank wurde, beschloss die Flottenführung die Rückkehr nach Dalarö, wo sie am 20. ankam. Die Kriegspläne König Karls XI. waren damit vereitelt und der Verlust der deutschen Provinzen gewiss. Die Gründe für die fehlgeschlagene Operation lagen in der mangelhaften Verwaltung der Flotte. So waren Bemannung und Ausrüstung der Schiffe unvollständig. Dies ging einher mit fehlender Disziplin und einem schlechten Ausbildungsstand der Mannschaften.
Der schwedische König, dem nach dieser gescheiterten Operation das ganze Maß der Missstände bewusst wurde, beschloss, die Zügel der Regierung in eigene Hände zu nehmen. Der Einfluss der Reichsräte und des Reichskanzlers schwand dadurch auf ein Minimum. König Karl XI. begab sich danach von Stockholm nach Bohuslän, das von Norwegen aus angegriffen wurde. Feldmarschall Rutger von Ascheberg versuchte, dort eine Verteidigung zu organisieren. Am 4. November erreichte Karl XI. Vänersborg.
Die Führung der schwedischen Truppen in Pommern durch Feldmarschall Carl Gustaf Wrangel wurde immer nachlässiger. Er selbst begab sich nach Stralsund und von da auf die Insel Ruden, um die Ankunft der Flotte abzuwarten, und überließ Feldmarschall Otto Wilhelm von Königsmarck und Feldmarschall Conrad Mardefelt die Verteidigung Schwedisch-Pommerns. Bereits am 9. September hatte sich der brandenburgische Kurfürst wieder in Bewegung gesetzt, nachdem sein Heer Ende Juni in Mecklenburg eingerückt war und seitdem dort verharrte. Es gelang den Brandenburgern schnell, bis zur Peene bei Gützkow am 15. Oktober 1675 vorzudringen. Feldmarschall Mardefelt verließ seine Stellung bei Wolgast, noch ehe der Kurfürst den Angriff begonnen hatte. Dadurch öffnete er den Brandenburgern und Dänen den Weg nach Pommern.
Nach dem Durchbruch der Peenelinie räumten die Schweden am 16./26. die Pässe zwischen Damgarten und Tribsees an der mecklenburgischen Grenze und zogen sich in die verbliebenen befestigten Orte zurück. Die Dänen nahmen die Verfolgung der Schweden bis nach Stralsund auf. Dänen und Brandenburger konnten sich allerdings nicht auf eine Belagerung der Stadt einigen, da die Feldzugsaison zu weit fortgeschritten war.

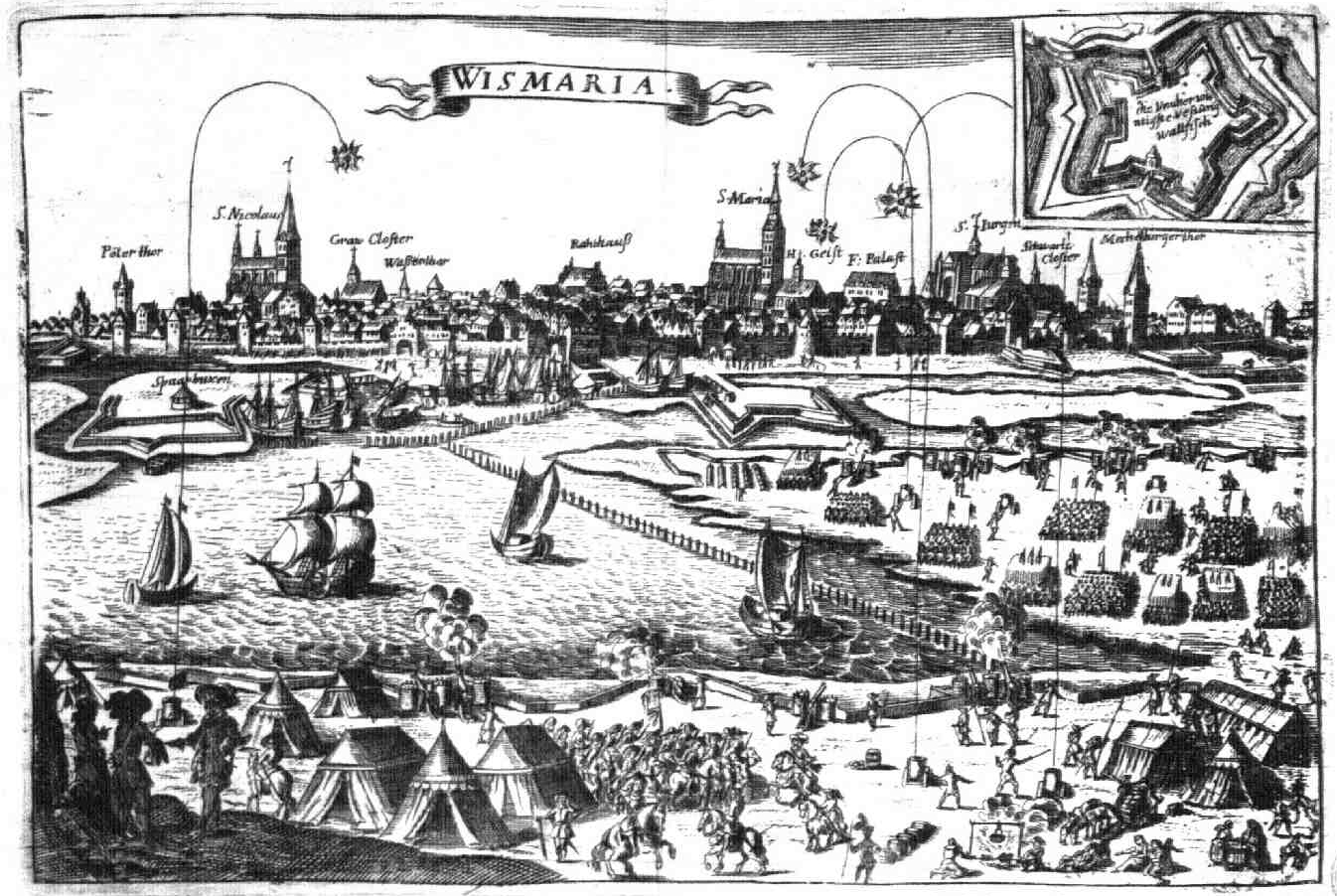
Belagerung von Wismar durch die Dänen
Flugblatt 1675

So konzentrierten sich die Dänen auf die Belagerung von Wismar. Die Stadt war für die Schweden von großer Bedeutung, da sie der einzige gute Hafen an der deutschen Küste war und in Reichweite Dänemarks lag. König Christian V. erreichte am 26. Oktober die belagerte Stadt. Am 28. Oktober erfolgte ein erfolgloser Sturmangriff auf die Stadt. Nachdem der Belagerungsring nah genug herangekommen war, schossen ab dem 1. November Feuermörser in die Stadt. Der Hafen von Wismar wurde durch eine gezogene Kette gesperrt. Am 13. Dezember fiel die Stadt in die Hände der Dänen.
Die Brandenburger hatten derweil vom 10. bis 13. Oktober die Insel Wollin besetzt und vom 31. Oktober an Wolgast belagert. Das von einem 3500 Mann und acht Kanonen starken brandenburgischen Kontingent heftig angegriffene Wolgast ergab sich am 10. November 1675.
Die Schweden behaupteten sich zu Jahresende 1675 außer in Stettin nur noch in Demmin, Anklam, Greifswald, Stralsund und auf der Insel Rügen. Fortan verwandelte sich der Krieg in Pommern zu einem langwierigen Festungskrieg, der sich mehrere Jahre hinzog. Mit diesem Ergebnis endeten vorerst sämtliche Aktivitäten, da die früh eingetretene raue Witterung, dazu Verpflegungsmangel und Krankheiten den Kurfürsten zwangen, Mitte November seine Truppen in die Winterquartiere zu entlassen. Anfang 1676 versuchten schwedische Kräfte, das von Brandenburg mit sechs Kompanien (insgesamt 300 Mann) unter Oberst Heinrich Hallard genannt Elliot gehaltene Wolgast zurückzuerobern. Mit 1500 Mann machten die Schweden am 15. Januar 1676 einen erfolglosen Sturmangriff auf die eingeschlossene Stadt. Die schwedischen Verluste beliefen sich auf 120 Tote und 260 Verwundete.

### Alliierter Feldzug gegen Bremen–Verden

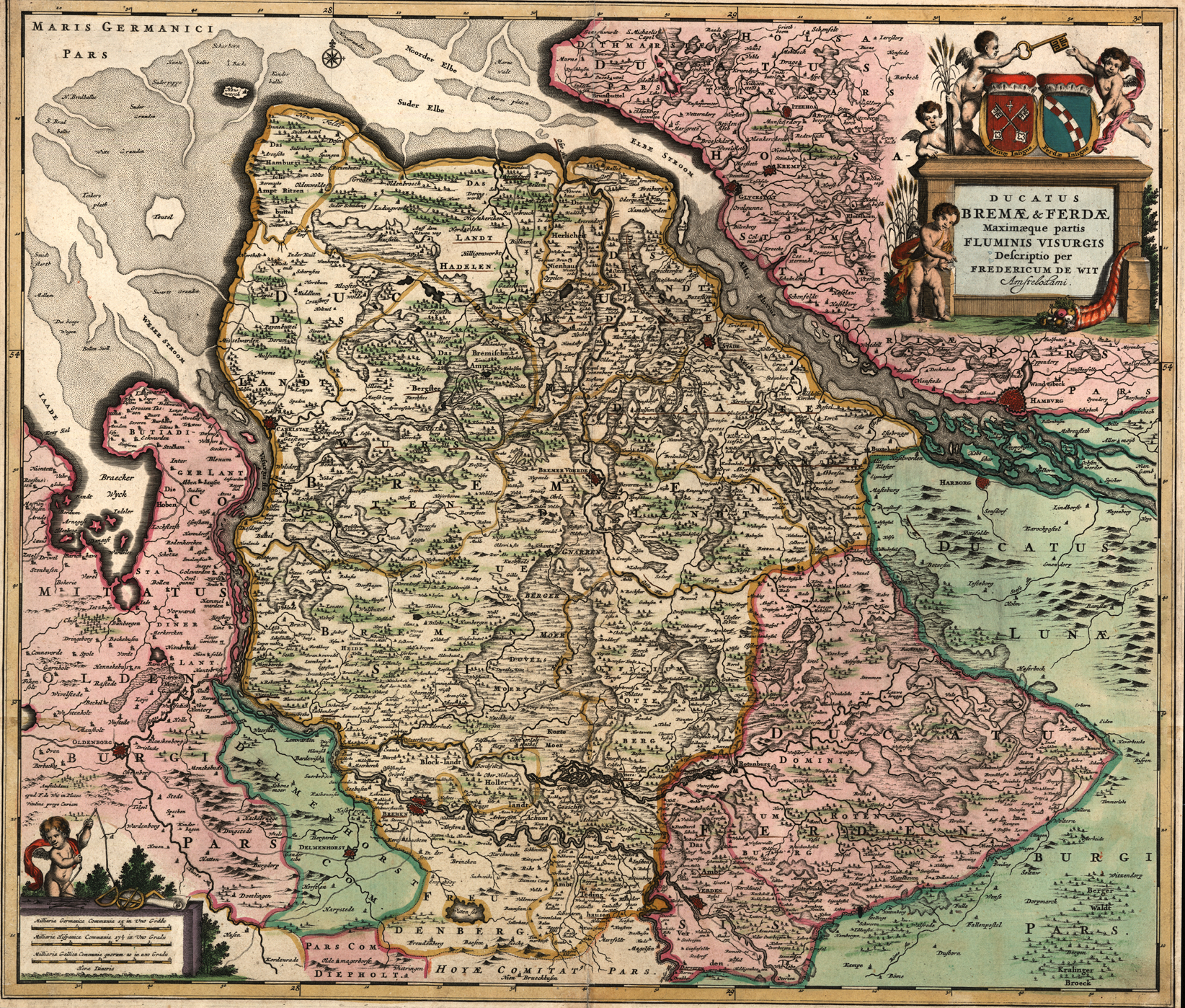
Das schwedische Herzogtum Bremen und Verden 1655
Kupferstich von Frederik de Wit

Die zweite größere schwedische Besitzung in Norddeutschland, neben Schwedisch-Pommern, war das Herzogtum Bremen-Verden. Aus machtpolitischen Erwägungen, und um den Schweden keine Möglichkeit für Werbungen und Rekrutierungen zu bieten, beschlossen die Alliierten die Eroberung dieser beiden Herzogtümer.
Zu Dänemark und Brandenburg-Preußen kamen als Verbündete auch die benachbarten Reichsfürstentümer Münster und das Herzogtum Braunschweig-Lüneburg.
Der Feldzug begann am 15. September 1675 mit dem Vormarsch der Alliierten in die beiden schwedischen Herzogtümer. Rasch wurde eine schwedische Festung nach der anderen erobert. Den Schweden machte dabei die hohe Zahl an vornehmlich deutschen Deserteuren zu schaffen, denen es nach Verhängung der Reichsacht verboten war, Waffen gegen Teilstaaten des Heiligen Römischen Reiches zu richten.
Bis zum Ende des Jahres befanden sich nur noch der schwedische Hauptort Stade und Carlsburg in schwedischen Händen. Die Alliierten entließen ab November ihre Truppen in die Winterquartiere, so dass sich die Eroberung der letzten verbliebenen schwedischen Plätze bis weit in das nächste Jahr hinzog. Stade kapitulierte erst am 13. August 1676. Dieser Kriegsschauplatz blieb allerdings nur von zweitrangiger Bedeutung für die Alliierten und die Schweden.

## Zweiter Kriegsabschnitt: Ausweitung der Kämpfe
Zu Beginn der Feldzugsaison 1676 befand sich Schweden zu Lande in der Defensive. Die norddeutsche Besitzung Bremen-Verden war bis auf das belagerte Stade vollständig in den Händen der Alliierten. Die schwedische Kontrolle in Schwedisch-Pommern beschränkte sich nur noch auf Rügen und einige befestigte Plätze.
1676 weiteten sich die Kämpfe noch einmal geografisch und in der Intensität aus. Neue Kampfgebiete zu Lande wurden in Schonen und den an Norwegen angrenzenden schwedischen Provinzen eröffnet. Zudem tobte auf der Ostsee ein schwerer Seekrieg. Die höchste Intensität der Kämpfe fanden auf dem als bedeutendsten angesehenen Kriegsschauplatz in Schonen statt, gefolgt von den Endkämpfen in Schwedisch-Pommern. Die oftmals gleichzeitig verlaufenden Kampfhandlungen zogen sich auf allen Kriegsschauplätzen mit gemischten Resultaten bis Ende 1678 hin.

### Schonischer Krieg und Krieg auf der Ostsee

#### 1676

##### Schwedische Offensivpläne
Schweden bereitete sich für das neue Jahr auf Angriff und Verteidigung vor. Ein geplanter Angriff auf Norwegen im Winter musste allerdings ausgesetzt werden, da die Flüsse wegen der milden Witterung keine tragende Eisschicht bildeten.
Die Verteidigung musste sich auf viele Punkte erstrecken. Schonen war bedroht. Der dortige Verteidigungsstand war schlecht; so waren die Festungen in mangelhaftem Zustand. Nach Gotland wurden Truppen und Proviant gebracht. König Karl XI. befahl die Rückkehr des Feldmarschalls Wrangel aus Schwedisch-Pommern, erteilte Mardefelt den Abschied und übertrug Feldmarschall Otto Wilhelm von Königsmarck am 27. November 1675 den Oberbefehl. Die Flotte blieb für Schweden das hauptsächliche Mittel, um seine zerstreuten Besitzungen zu erhalten. Nur durch sie konnte man die sehr zusammengeschmolzenen Landtruppen in Deutschland verstärken, Gotland schützen, Angriffe auf Schonen abwehren, sowie an der Aussicht festhalten, den Krieg auf feindliches Gebiet zu tragen.
Am 29. April lief die schwedische Ostseeflotte erneut aus, mit 29 Linienschiffen und 9 Fregatten. Sie sollte Getreide und Fußvolk nach Pommern überführen und im Gegenzug für den Festungskrieg nicht mehr benötigte Kavallerie von dort holen. Der Zweck war vornehmlich ein Angriff auf die dänischen Inseln, wozu König Karl XI. von Schonen aus mitwirken wollte. Dazu begab er sich nach Schonen. Seine Truppen sammelten sich in Östra Karup.
Am 22. Mai befand er sich mit den Truppen in Malmö, bereit für die Landung auf Seeland. Karl XI. wartete jetzt nur noch auf seine Flotte.

##### Dänische See- und Landoffensiven

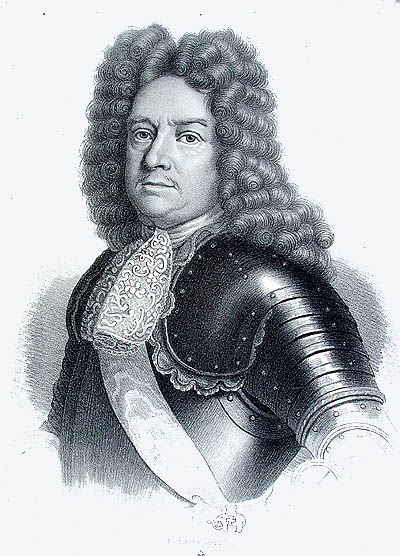
Der dänische Admiral Niels Juel (1629–1697)

Die Gesamtstärke der dänischen Armee wuchs durch Heeresverstärkungen im Laufe des Jahres auf 34.000 Mann an, einschließlich der Garnisonen. Oberkommandierender der Landstreitkräfte war Johann Adolf von Holstein-Plön. Nachdem die Operationen in Norddeutschland weitgehend abgeschlossen waren, sollten nun die frühere dänische Provinz Schonen und die Insel Gotland erobert werden. Zur Unterstützung der dänischen Armee in Schonen sollte parallel der norwegische Statthalter Ulrik Fredrik Gyldenløve von Norwegen aus südwärts nach Göteborg angreifen.
Gotland sollte zu Anfang der Kampagne durch die Flotte des dänischen Admirals Niels Juel erobert werden. Um dieses Ziel so lange wie möglich geheim zu halten, steuerte er zuerst Rügen an, bevor er Kurs auf Gotland nahm. Nach der Ankunft landete die Flotte 2.000 Mann an. Die angelandeten Truppen und die dänische Flotte attackierten dann die Inselhauptstadt Visby von der Land- und der Seeseite. Visby kapitulierte am 1. Mai 1676. Nachdem die gesamte Insel unter dänischer Kontrolle war, nahm Admiral Juel die befestigte Stadt Ystad an der Südküste Schonens in Besitz.
Am 25. Mai 1676 traf südwestlich von Bornholm die schwedische Ostseeflotte, die mit 60 Schiffen zahlenmäßig überlegen war, auf die erst kurz zuvor vereinigte dänisch-holländische Flotte. Es entwickelte sich jedoch keine Entscheidungsschlacht, so dass sich nach einem kurzen Gefecht die schwedische Flotte nordwärts zurückzog, vornehmlich weil die Schweden hofften, einen Vorteil bei der erwarteten Entscheidungsschlacht zu haben, wenn diese in der Nähe der eigenen Küste stattfände.

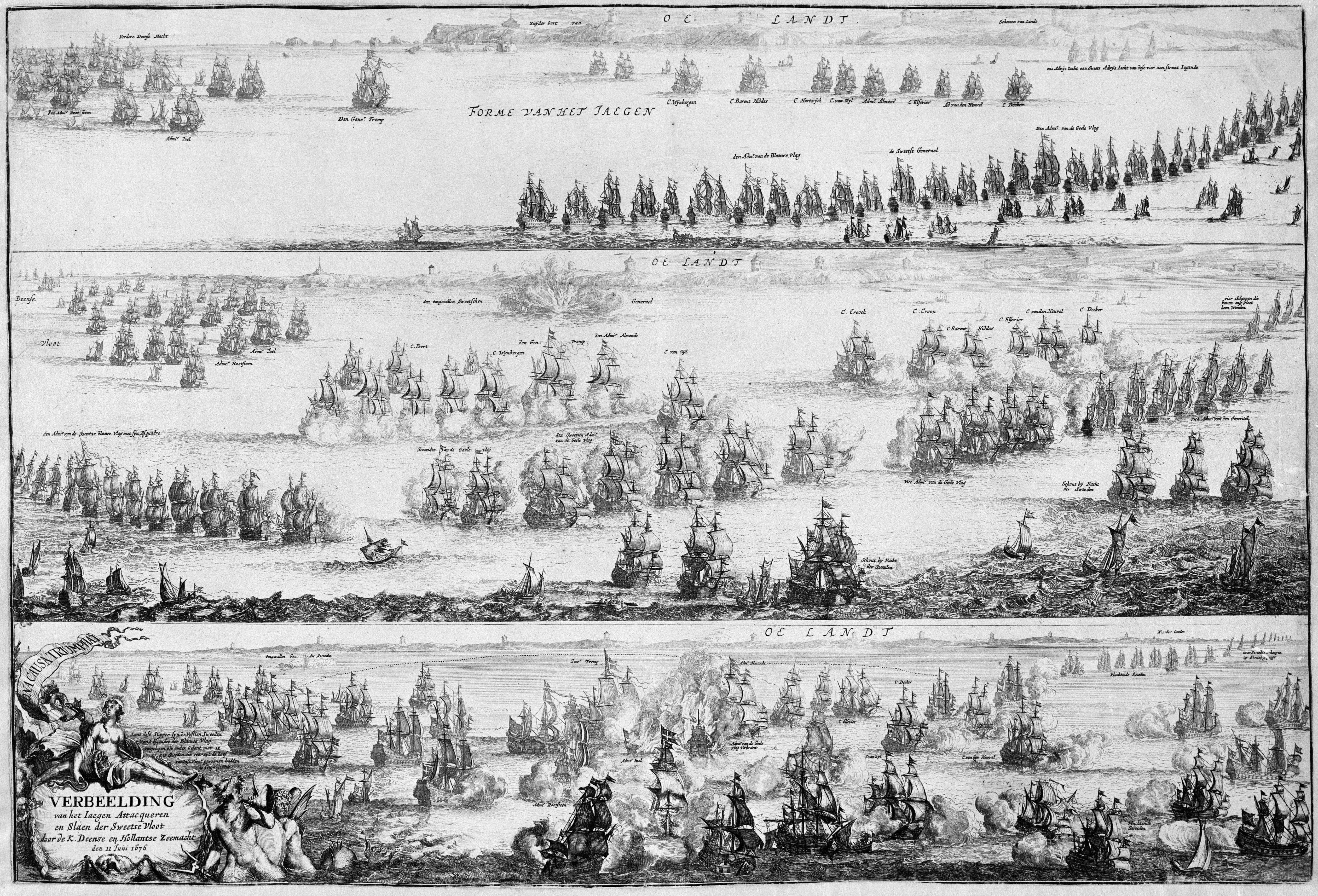
Seeschlacht vor Öland
Zeichnung von Romeyn de Hooghe, 1676

Nachdem sich die holländische und dänische Flotte vereinigt hatten, wurde am 27. Mai 1676 das dänische Flottenkommando von Admiral Juel, der nur zwischenzeitlich das Amt ausübte, auf den holländischen Admiral Cornelis Tromp übertragen. Nach Beendigung der Seeschlacht zwischen Bornholm und Rügen begaben sich die Alliierten auf die Suche nach der schwedischen Ostseeflotte, die am 1. Juni bei Öland lokalisiert wurde. Die alliierte Flotte bestand aus 25 Linienschiffen (10 davon holländische) und 10 Fregatten. Die schwedische Ostseeflotte war mit 27 Linienschiffen und 11 Fregatten leicht überlegen. In der folgenden Seeschlacht bei Öland konnte die alliierte Flotte einen bedeutenden Sieg erringen. Die Schweden verloren vier Linienschiffe, drei kleinere Fregatten und über 4.000 Mann an Toten. Demgegenüber waren die Verluste der Alliierten unbedeutend.

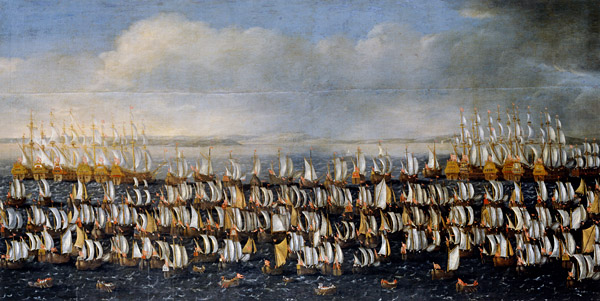
Dänische Invasionsflotte
Gemälde von Claus Møinichen

Als Ergebnis des Sieges erlangten die Dänen und Holländer die Seeherrschaft in der südlichen Ostsee. Der dänische König nutzte diesen Vorteil und ließ die dänische Hauptarmee von 14.000 Mann am 29. Juni 1676 in Schonen zwischen Råå und Helsingborg an Land gehen.
Die hervorragend geplante amphibische Operation verlief ohne Zwischenfälle oder Widerstand. Unter dem Eindruck der dänischen Landung in Schonen begannen große Teile der Landbevölkerung Schonens und Belkinges, sich gegen die als Fremdherrschaft empfundene schwedische Herrschaft zu erheben. Daraus entwickelte sich ein blutiger Guerillakrieg, der als Snapphanarkrieg bekannt wurde. Die nordschonischen Freischützenkorps und Partisanenverbände, die so genannten Snapphanar (dänisch: Snaphaner), bildeten fortan eine ständige Bedrohung für die schwedischen Versorgungslinien. Mit drakonischen Strafen versuchte der schwedische König dieser Bewegung Herr zu werden. So erließ er etwa am 19. April 1678 den Befehl, alle Höfe im Kirchspiel Örkened niederzubrennen und alle Männer, die ein Gewehr tragen konnten (alle Männer zwischen 15 und 60 Jahren), hinzurichten.
In dieser bedrängten Situation zog sich die schwedische Armee aus Schonen und Blekingen nordwärts nach Växjö zurück. Zuvor verstärkten die Schweden noch die befestigen Orte Malmö, Helsingborg, Landskrona und Kristianstad. Am 2. August nahmen die Dänen bei ihrem Vormarsch Landskrona ein. Dem folgte am 15. August die Erstürmung und Einnahme von Kristianstad. Die dänische Flotte eroberte zeitgleich die kleinen Orte Kristianopel und Karlshamn an der Südostküste Schwedens. Einen Monat nach der Landung verblieb lediglich das befestigte Malmö in schwedischen Händen.

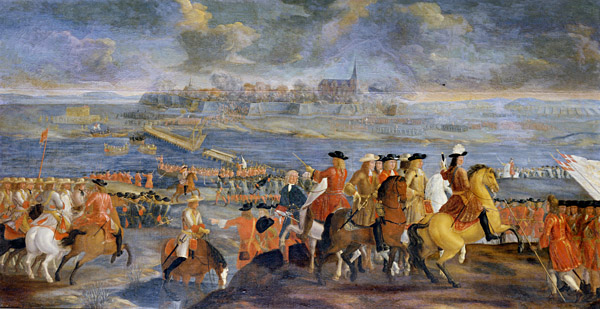
Einnahme von Christianstadt am 15. August 1676 durch die Dänen
Gemälde von Claus Møinichen, 1686

Parallel zum Vormarsch der dänischen Hauptarmee wurde eine Armeeabteilung unter General Jakob Duncan mit etwa 4000 Mann Anfang August nach Norden gesandt, um Halmstad zu erobern und im Anschluss weiter nordwärts vorzustoßen, um sich mit den Truppen von General Gyldenløves zu vereinigen, der nach Göteborg marschierte. Am 11. August setzte sich Karl XI. mit einer kleinen Armee nach Westen in Bewegung, um den dänischen Vorstoß aufzuhalten. Am 17. August trafen beide Armeen aufeinander. In der folgenden Schlacht bei Halmstad wurde die dänische Abteilung geschlagen und damit der dänische Versuch beendet, von Schonen aus weiter nach Norden vorzustoßen und Kontakt mit Gyldenløves norwegischen Truppen herzustellen. Die schwedischen Truppen waren nach wie vor zu schwach für eine direkte Konfrontation in Schonen, so dass sie sich nordwärts nach Varberg zurückzogen, um Verstärkungen abzuwarten. Am Tag nach der Schlacht setzte sich Christian V. von seinem Lager bei Kristianstad aus in Marsch und zog in Richtung Halmstad. Am 5. September erreichte er den Ort und begann eine erfolglose Belagerung.
Die etwa 8–9.000 Mann zählende dänisch-norwegische Armee unter Gyldenløve war am 8. Juni (Jul.) von Norwegen aus entlang der Küste in Richtung Göteborg marschiert. Die Schweden hatten ihrerseits zu dem Zeitpunkt lediglich etwa 1400 Mann aufzubieten. Gyldenløve verheerte in der Folge Uddevalla und Vänersborg, kam aber an der Festung Bohus zum Stehen.

##### Dänische Rückschläge

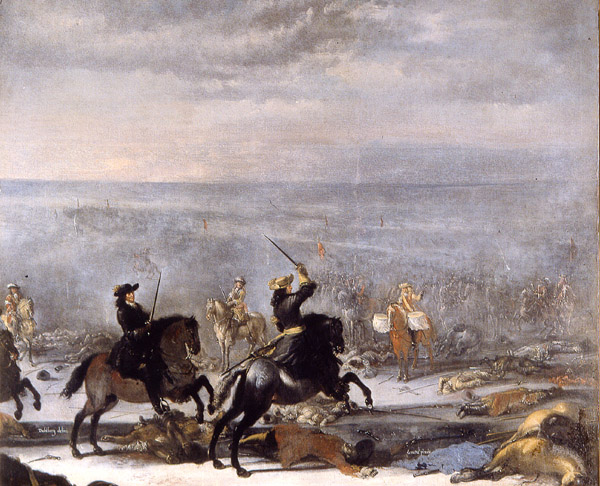
Schlacht bei Lund am 4. Dezember 1676
Gemälde von Johan Philip Lemke, 1683

Trotz der für Schweden angespannten Lage wurde der Widerstand aufrechterhalten. Im August erfolgte die Kriegserklärung Frankreichs an Dänemark. Da König Christian die Ratschläge des erfahrenen Johann Adolf von Holstein-Plön, der weitere Operationen gegen die Schweden führen wollte, nicht annahm, verblieb die gesamte Armee inaktiv bis zum Eintritt in ihre Winterquartiere in der Gegend zwischen Helsingborg und Ängelholm. Auch die norwegische Armee zog sich zum Beziehen der Winterquartiere nach Norwegen zurück. Johann Adolf gab in dieser Situation sein Kommando zurück, da er die Situation als unerträglich empfand. Aufgrund der Vielzahl an Einmischungen in sein Kommando durch Höflinge und durch den König selbst war ihm kein eigenständiges Kommando möglich. Christian übernahm persönlich den Befehl über die Armee und ernannte in diesem Jahr keinen neuen Oberkommandierenden mehr.
Da sich die Dänen weiter abwartend verhielten, übernahmen die Schweden die Initiative. Am 24. Oktober 1676 marschierte König Karl XI. mit einem 12.000 Mann starken Heer in Schonen ein und griff entgegen allen Erwartungen am 4. Dezember 1676 die dänischen Winterquartiere bei Lund an. In der daraus entstehenden Schlacht bei Lund siegten die Schweden in einer der blutigsten Schlachten in der Geschichte Skandinaviens (50 % an Gefallenen auf beiden Seiten). Damit wendete sich vorerst das Kriegsglück zugunsten der Schweden, die trotz des strengen Winters, durch den Sieg ermutigt, die Rückeroberung der Provinzen Schonen und Blekinge einleiteten. Einige schwedische Regimenter
rückten nach Helsingborg vor, das sich am 11. Januar 1677 den Schweden ergab. Sofort danach marschierte das schwedische Heer nach Christianopel, das nach kurzem Widerstand ebenfalls erobert wurde. Danach eroberten die Schweden Karlshamn nach viertägiger Belagerung. Am Ende des Feldzugjahres kontrollierten die Dänen schließlich nur noch die Festung Christianstadt, während sich die Reste der dänischen Hauptarmee nach Seeland zurückgezogen hatten.

#### 1677

##### Seekrieg in der Ostsee
Die Situation war für Dänemark zu Beginn des Jahres 1677 nicht sehr gut. Der Kampf in Schonen konnte nur weitergeführt werden, wenn die Versorgung über den Öresund weiterhin sichergestellt werden konnte. Da nach der Kriegserklärung Frankreichs auf dänischer Seite eine Entsendung einer französischen Flotte befürchtet wurde, schickte man Admiral Tromp in die Niederlande, um für eine weitere holländische Flottenverstärkung zu werben. Das Ziel der Schweden bestand darin, die Versorgungslinien der Dänen nach Schonen zu unterbrechen. Dazu bedurfte es der Vereinigung der bis dato zweigeteilten schwedischen Flotte. Ende Mai stieß das in Göteborg befindliche Geschwader in See, um sich mit der schwedischen Hauptflotte in der Ostsee zu vereinigen. Da Tromp sich weiterhin in den Niederlanden befand, wurde Juel beauftragt, mit der dänischen Flotte den schwedischen Flottenvorstoß zu unterbinden.
Vom Großen Belt kommend, traf das schwedische Göteborg-Geschwader südlich von Gedser bei der Insel Falster die von Juel kommandierte dänische Flotte. Die Dänen waren mit ihren neun Linienschiffen und zwei Fregatten, den sieben Linienschiffen der Schweden klar überlegen. Die Seeschlacht bei Møn, die am 1. Juni 1677 ausgetragen wurde, wurde wiederum von Dänemark gewonnen. Fünf Linienschiffe mit 1500 Gefangenen inklusive des schwedischen Admirals Erik Carlsson Sjöblad gingen an die Dänen verloren. Juels Sieg hatte eine große strategische Bedeutung, da die schwedische Seemacht weiter zusammenschmolz und die Gefahr der Unterbrechung der Versorgungswege gebannt war.

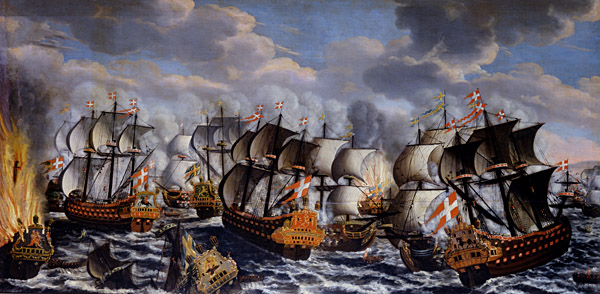
Seeschlacht in der Køge Bucht
Gemälde von Claus Møinichen, 1686

Juel zog sich nach diesem Sieg auf die Position zwischen Stevns auf Seeland und Falsterbo an der schwedischen Küste zurück, um sich für die noch ausstehende Entscheidungsschlacht mit der schwedischen Ostseeflotte vorzubereiten. Am 21. Juni erhielt er die Nachricht, dass die schwedische Ostseeflotte in See gestochen und bei Bornholm gesichtet worden sei. Die schwedische Flotte unter Admiral Henrik Horn steuerte in Richtung auf die dänische Flotte, die auf ihrer Position verharrte, um sich mit der erwarteten holländischen Entsatzflotte unter Admiral Tromp zu vereinigen. Die schwedische Flotte verfügte über 48 Linienschiffe und Fregatten sowie sechs Brander. Ihr Ziel war es, die dänische Flotte von ihrer Marinebasis zu isolieren, so dass sie nicht länger die Versorgungslinien decken konnte.
Niels Juel verfügte über 38 Schiffe und drei Brander. Zum ersten Kontakt der beiden Flotten kam es am 1. Juli 1677. Obwohl die holländische Flotte unter Admiral Tromp noch nicht eingetroffen war, nahm Juel die Schlacht an. Die Seeschlacht in der Køgebucht ging wieder zu Gunsten der Dänen aus. Bei ihnen wurden vier Schiffe ernsthaft beschädigt, jedoch hatten sie keinen Totalverlust zu beklagen. Die Schweden dagegen verloren 10 Linienschiffe und Fregatten (davon 7 gekapert), drei Brander und 9 kleinere Schiffe. Zudem fielen, neben den 1.500 Toten und Verwundeten, 3.000 Schweden in Gefangenschaft. Die Dänen verloren demgegenüber nur 350 Tote und Verwundete. Als Ergebnis der dänischen Siege in diesem Jahr hielt die alliierte Flotte die Kontrolle über die Seeherrschaft aufrecht. Keine weiteren größeren Aktionen fanden in diesem Jahr statt.

##### Feldzug in Schonen
Im Frühling 1677 hatte sich die dänische Armee von ihren Verlusten aus dem Vorjahr wieder erholt. Bald kontrollierte sie wieder einen großen Teil Schonens. In den unbesetzten Gebieten tobte ein heftiger und rücksichtsloser Guerillakrieg der ansässigen schonischen Bevölkerung gegen die Schweden.
Im Mai wurden 12.000 Dänen bei Landskrona angelandet und zwangen die etwa 3000 Mann starken schwedischen Kräfte nach einem kurzen Aufeinandertreffen, die Belagerung von Christianstadt abzubrechen. Zum neuen Oberkommandierenden des dänischen Heers wurde Freiherr Joachim Rüdiger von der Goltz ernannt.

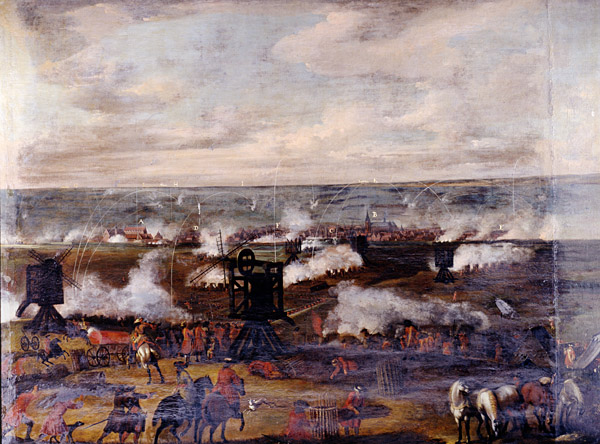
Erfolglose Belagerung von Malmö durch die Dänen im Juni/Juli 1676
(Gemälde von Johann Philipp Lemke)

Nach der Entsetzung von Christianstadt erreichte das dänische Heer am 19. Juni (greg.) Malmö. Die strategisch bedeutende Stadt unter dem Befehl des schwedischen Generalleutnants Fabian von Fersen (1626–1677) leistete jedoch erbitterten Widerstand. Die Schweden schlugen einen Sturmangriff auf die Stadt in der Nacht vom 25. auf den 26. Juni (jul.) mit großen Verlusten auf dänischer Seite zurück. Die Belagerung wurde daraufhin aufgegeben, und die dänische Armee zog sich in Richtung Landskrona zurück.
Dort trafen die beiden Könige am 14. Juli 1677 (greg.) erneut in der Schlacht bei Landskrona aufeinander. Der dänische König befehligte den linken Flügel seines Heeres, der rechte wurde von Generalleutnant Friedrich von Arensdorff geführt. Als die Schweden unter König Karl XI. den rechten Flügel massiert angriffen und dieser sich in Unordnung auflöste, zog sich auch der linke dänische Flügel zurück. Die Schweden blieben damit erneut siegreich. Die Dänen gingen nach Landskrona zurück, wo sie von den Schweden belagert wurden.

##### Angriffe von Norwegen aus auf Jämtland
Der norwegische Vizekönig Gyldenløve attackierte im selben Jahr wieder von Norwegen aus und hatte dabei mehrere Erfolge zu verzeichnen. Am 28. Juli (greg.) nahm er nach einem zweistündigen Kampf die Stadt Marstrand ein und eroberte die bisher als uneinnehmbar geltende Festung Carlsten. Mit dem Besitz dieser wichtigen Festungen kontrollierte Gyldenløve die Provinzen Bohuslän und Jämtland. Der schwedische Kanzler Magnus Gabriel de la Gardie marschierte nun mit einem, nach dänischen Angaben, 11.000 Mann zählenden Heer nach Bohus. Die dortige 3000 Mann starke norwegisch-dänische Truppe unter General Löwenhielm griff das schwedische Heer bei heftigem Regenwetter an und errang einen Sieg. Nach dänischen Angaben sollen die Schweden hierbei 1000 Mann verloren haben.
Im Herbst musste sich Vizekönig Gyldenløve wieder nach Norwegen zurückziehen, als ihn stärkere schwedische Kräfte bedrängten. Somit endete das Feldzugsjahr 1677 im Ergebnis ebenso wie das von 1676.

#### 1678
Von Sommer 1677 bis Sommer 1678 konzentrierte sich der Krieg vor allem auf die Stadt Kristianstad, die noch von Dänen gehalten wurde und erst nach langer Belagerung im August 1678 kapitulierte, sowie auf die Zurückdrängung der dänisch-norwegischen Truppen aus den westschwedischen Provinzen.
Das dänische Landheer verteilte sich im Jahr 1678 folgendermaßen: Auf Schonen standen 11.165 Dänen, 6036 Mann münstersche Hilfstruppen und 1300 Mann hessische Hilfstruppen unter Oberst Johann ufm Keller. Die Garnisonsstärke betrug 9281 Mann. Auf der Flotte taten 2488 Mann Dienst. In Norwegen standen 10.000 Mann. Die Besatzung im Herzogtum Bremen war 3000 Mann stark. Zusammen war dies eine Streitmacht von 43.270 Mann. Davon waren 9000 Kavallerie. Die Artillerie setzte sich aus 500 Mann mit 40 Feldstücken zusammen. Alles in allem war das trotz aller Rückschläge noch ein schlagkräftiges Heer.
Um das belagerte Christianstadt zu entsetzen, brach der dänische König Christian V. am 23. März 1678 nach Schonen auf, um von Landskrona aus ein Entsatzheer zusammenzuziehen, was jedoch scheiterte. Die auf 1400 Mann zusammengeschmolzene dänische Garnison unter Generalmajor von der Osten musste jedoch nach viermonatiger Belagerung, aufgrund ihrer schlechten Versorgungslage, kapitulieren.

### Pommern und Preußen

#### 1676–1678

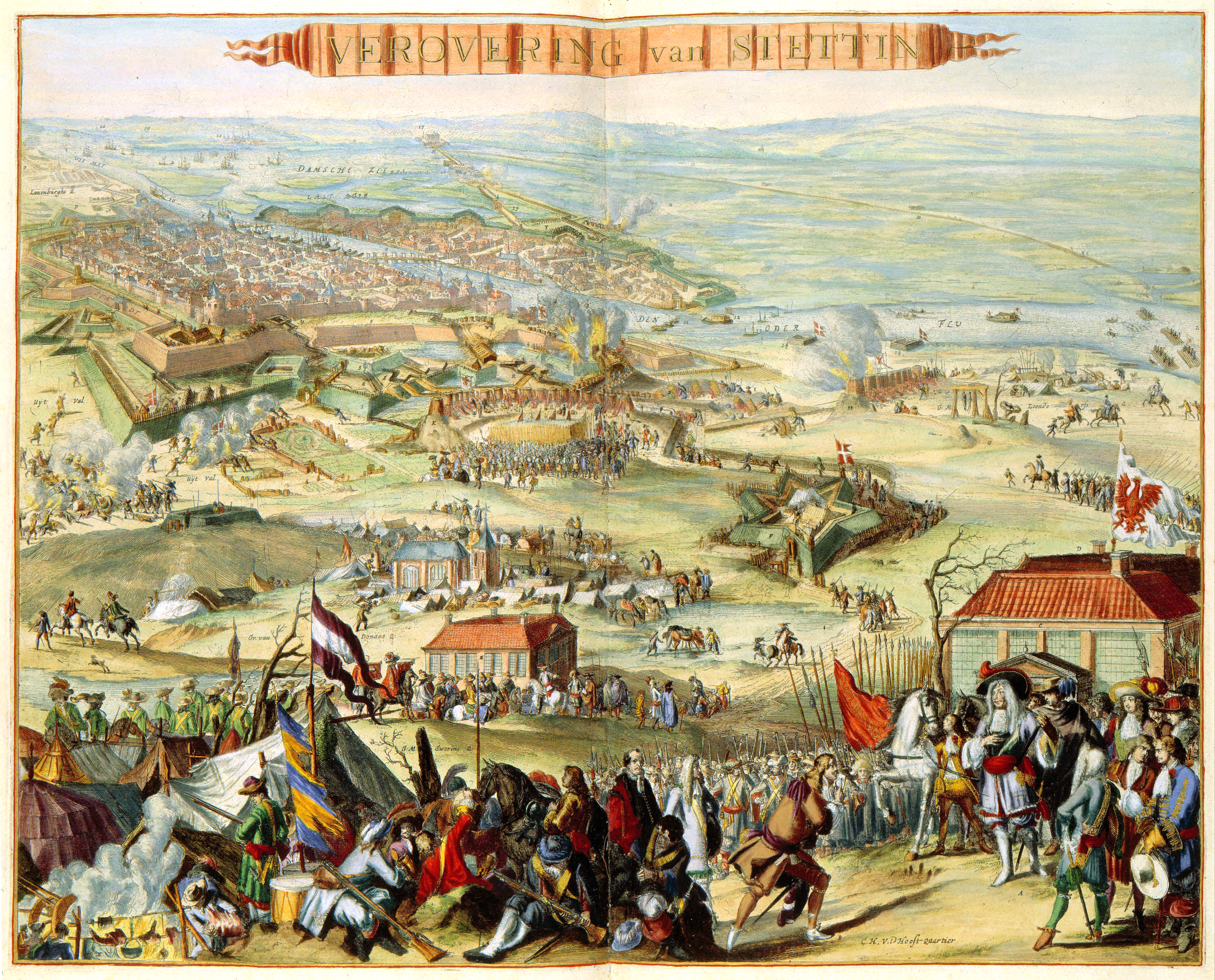
Stettin, 1677

Der mit Brandenburg verbündeten vereinigten dänisch-holländischen Flotte gelang es am 11. Juni 1676, die schwedische Flotte an der Südspitze von Öland zu besiegen. Damit konnten die schwedischen Truppen in Pommern keinen Nachschub und keine Unterstützung mehr vom Mutterland erhalten. Dem brandenburgischen Leib-Dragoner-Regiment gelang es am 13. Juli 1676, die Peenemünder Schanze zu erobern. Damit hatte man die Durchfahrt durch die Peene gesichert. Am 29. August 1676 wurde Anklam, am 20. Oktober 1676 die Festung Demmin erobert.

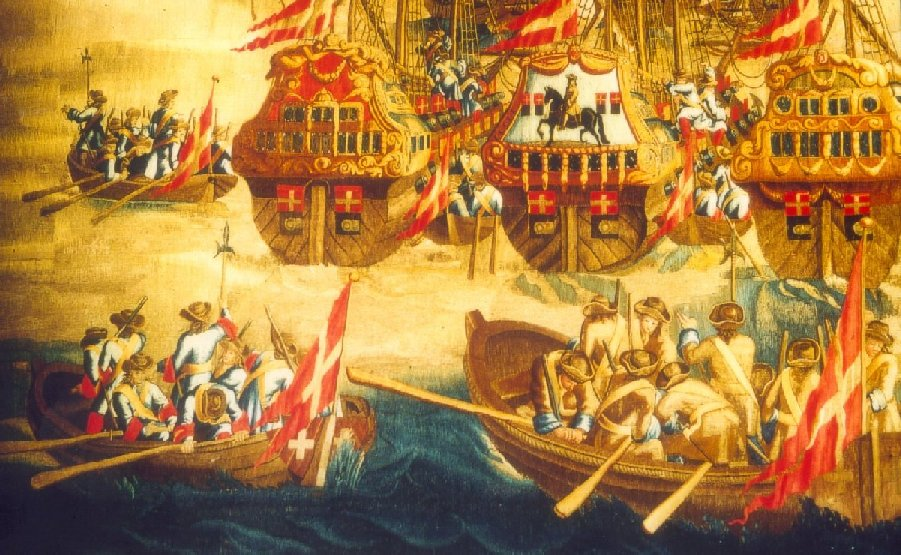
Dänische Landung auf Rügen am 17. September 1677
Rosenburg Tapestries (1684–1693)

Ende Oktober 1676 konnten die Brandenburger aufgrund der vorangegangenen Siege mit der Einschließung Stettins beginnen. Die Stadt war aber gut versorgt, so dass eine Belagerung langwierig sein würde. Dem schwedischen Stadtkommandanten Generalmajor Wulffen stand eine 4.125 Mann starke Truppe zur Verfügung; darunter waren 800 Deutsche. Als der Winter begann, ließ der Kurfürst die Belagerung verschieben und die Soldaten in die Winterquartiere schicken. Der erneut folgende Aufmarsch von Truppen und schwerem Geschütz zog sich bis in den Juni 1677 hin, dann war der Belagerungsring um die Stadt komplett. Sechs Monate dauerte der Kampf. Mit schwerem Geschütz bombardierten die Belagerer die Stadt und zerstörten einen Großteil der Gebäude. Am 22. Dezember 1677 gab Wulffen die hoffnungslos gewordene Verteidigung auf.
In der Zwischenzeit wurde im September 1677 Rügen von den Dänen besetzt, die allerdings im folgenden Januar 1678 in der Schlacht von Warksow ihren General Detlef von Rumohr verloren, von den Schweden geschlagen und wieder von Rügen vertrieben wurden.

#### Feldzug in Pommern 1678

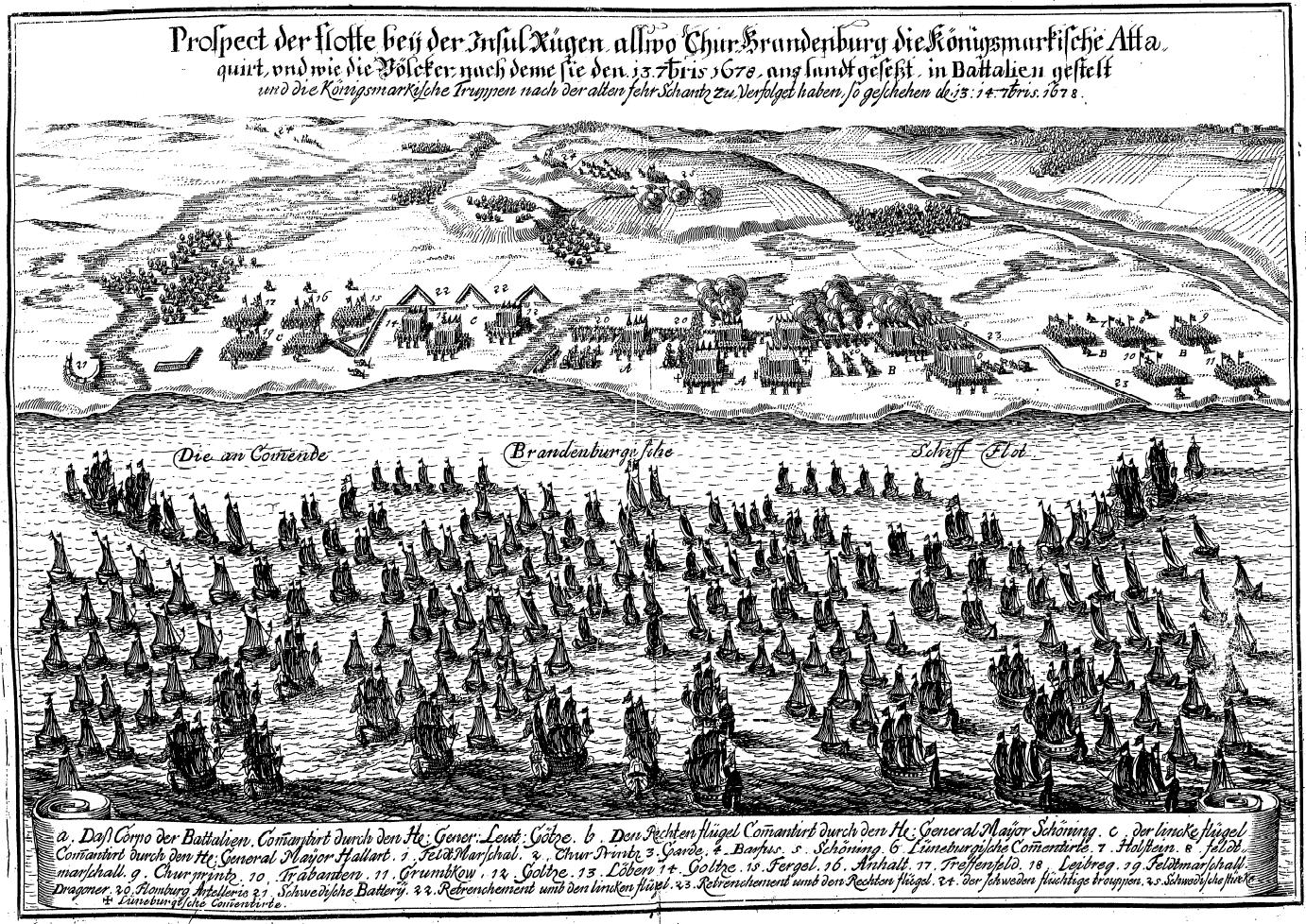
Zeitgenössische Darstellung der brandenburgischen Landung auf Rügen am 13. September 1678

Der Feldzug in Pommern im Jahre 1678 wurde erst im August mit dem Angriff auf Rügen durch brandenburgische Truppen im Süden und ein dänisches Truppenkontingent im Norden der Insel eröffnet. Der Besitz der Insel durch die Alliierten war eine Grundvoraussetzung für eine Eroberung der schwedischen Festung Stralsund. Über Rügen hätte Truppenentsatz vom schwedischen Festland nach Stralsund gelangen können, ohne dass die Alliierten dies hätten unterbinden können. Die am 22. September mit 9000 Mann durchgeführte Invasion brachte bis zum 24. September die endgültige Eroberung der Insel für die Alliierten. Eine große Zahl der nur etwa 2700 Mann starken schwedischen Besatzung wurde gefangen genommen, der Rest floh über Altefähr nach Stralsund.
Am 5. Oktober standen die Brandenburger vor Stralsund und begannen mit der Belagerung der Stadt. Sie verfügten, nach Hinzukommen der aus Pommern anmarschierenden Truppen, über 21.500 Mann und 80 Geschütze. Hier war der Widerstand bei weitem nicht so groß wie in Stettin. Nach einem Bombardement am 20. Oktober 1678 kapitulierte die Stadt bereits am 25. Oktober vor dem brandenburgischen Heer. Die verbliebenen 2.543 schwedischen Soldaten durften die Stadt mit allen militärischen Ehren verlassen und sich nach Schweden einschiffen lassen. Nach der Einnahme Stralsunds rückte das brandenburgische Heer vor das ebenfalls stark befestigte Greifswald, das 14 Tage später, am 7. November, als letzte von den Schweden gehaltene Stadt erobert wurde. Die schwedische Besatzung durfte abziehen und die Stadt wurde von brandenburgischen Truppen besetzt. Damit war ganz Schwedisch-Pommern in brandenburgischer Hand.

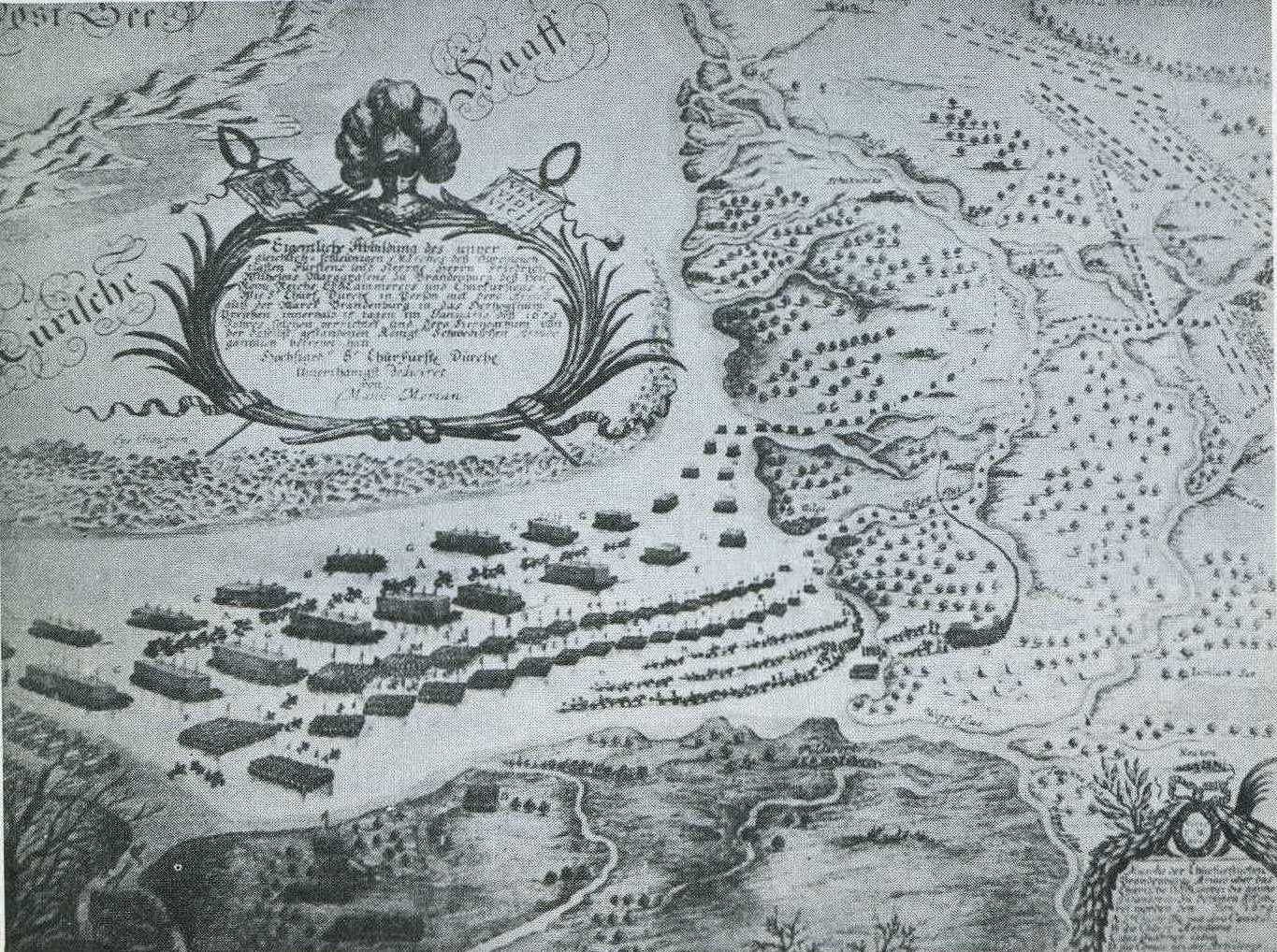
Übergang über das Kurische Haff 1679
von Matthäus Merian d. J. 1687

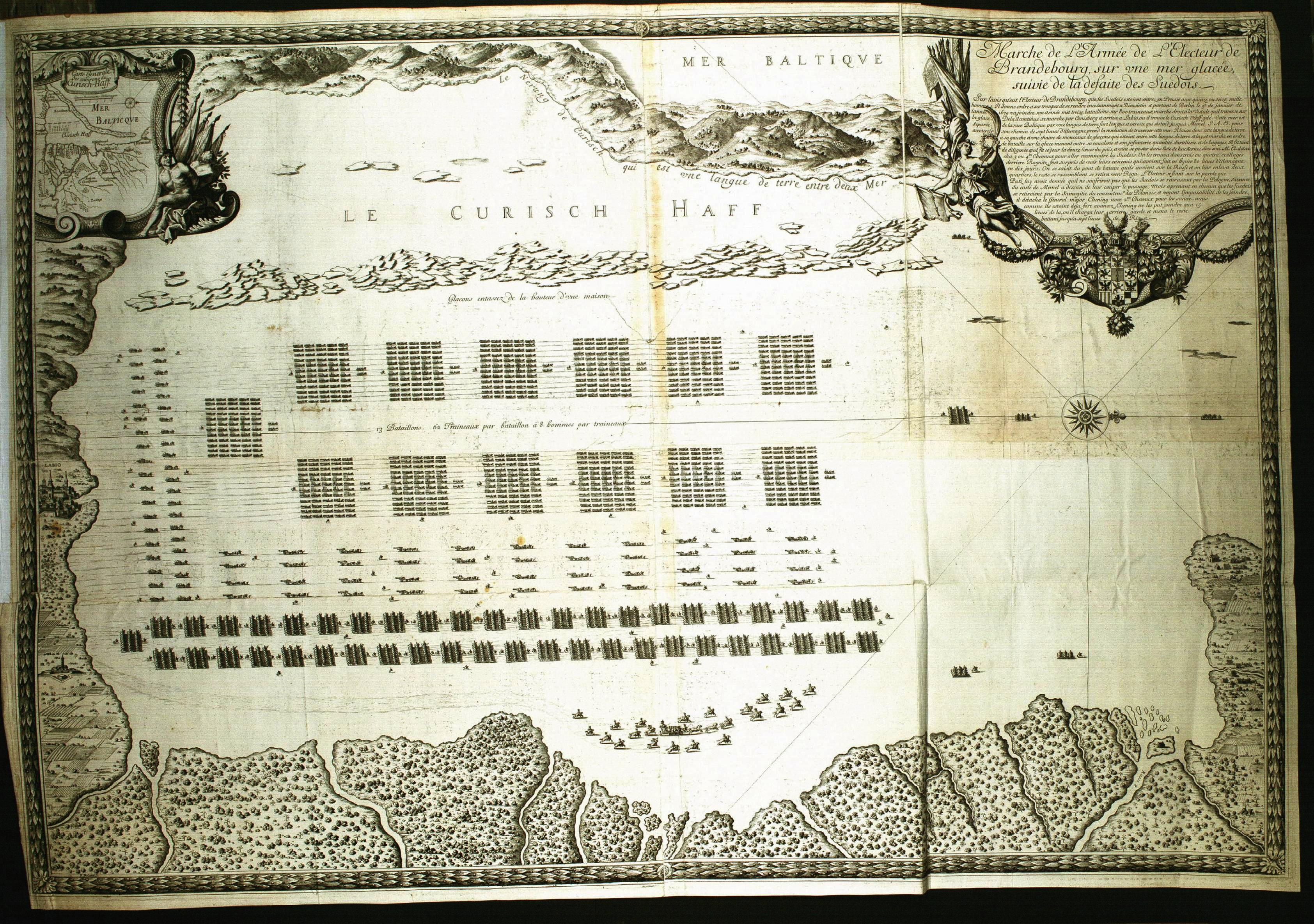
Die legendäre Jagd über das Kurische Haff
von Brissar, 1679

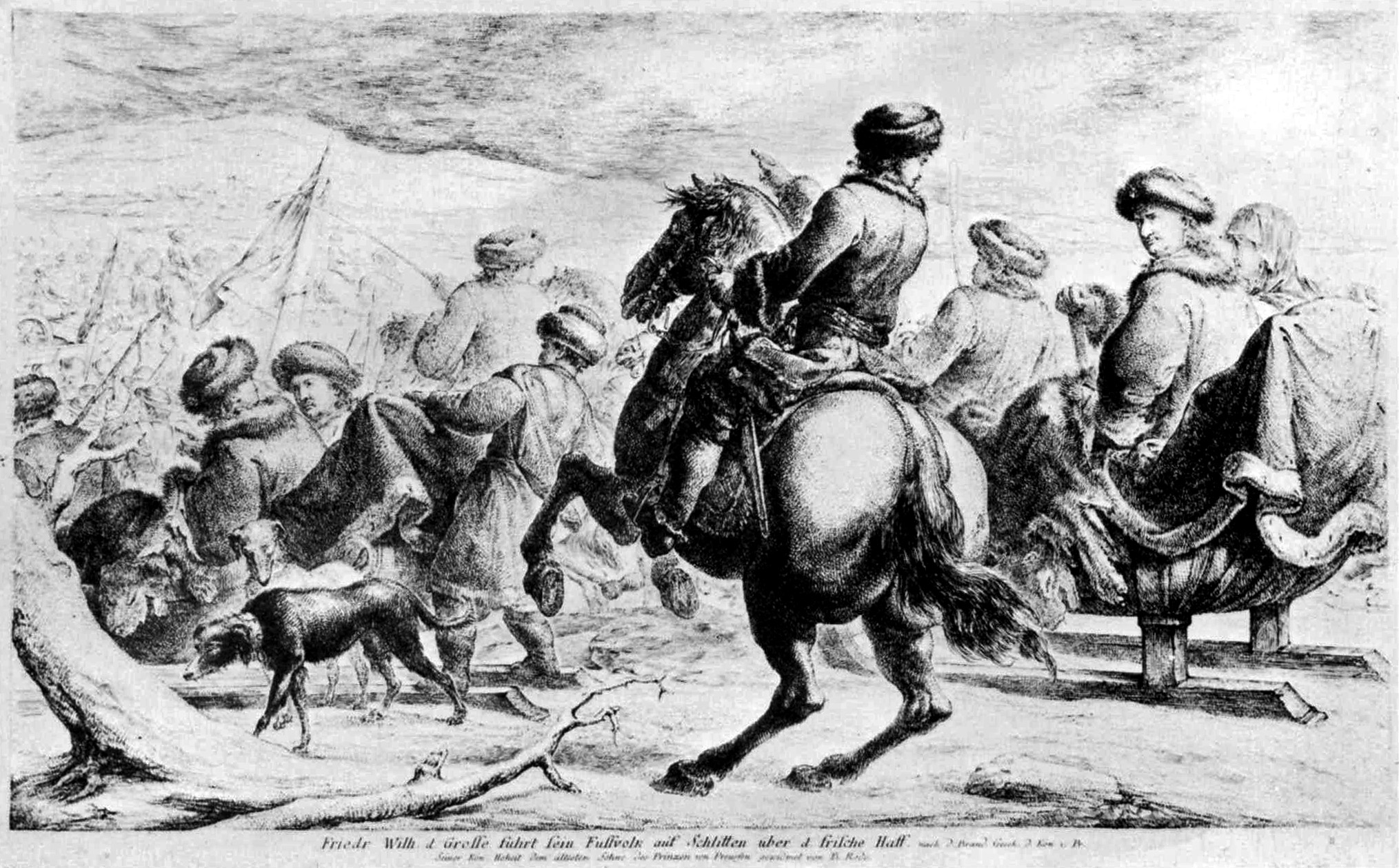
Friedrich Wilhelm führt sein Fußvolk auf Schlitten über das Kurische Haff
von Bernhard Rode um 1783

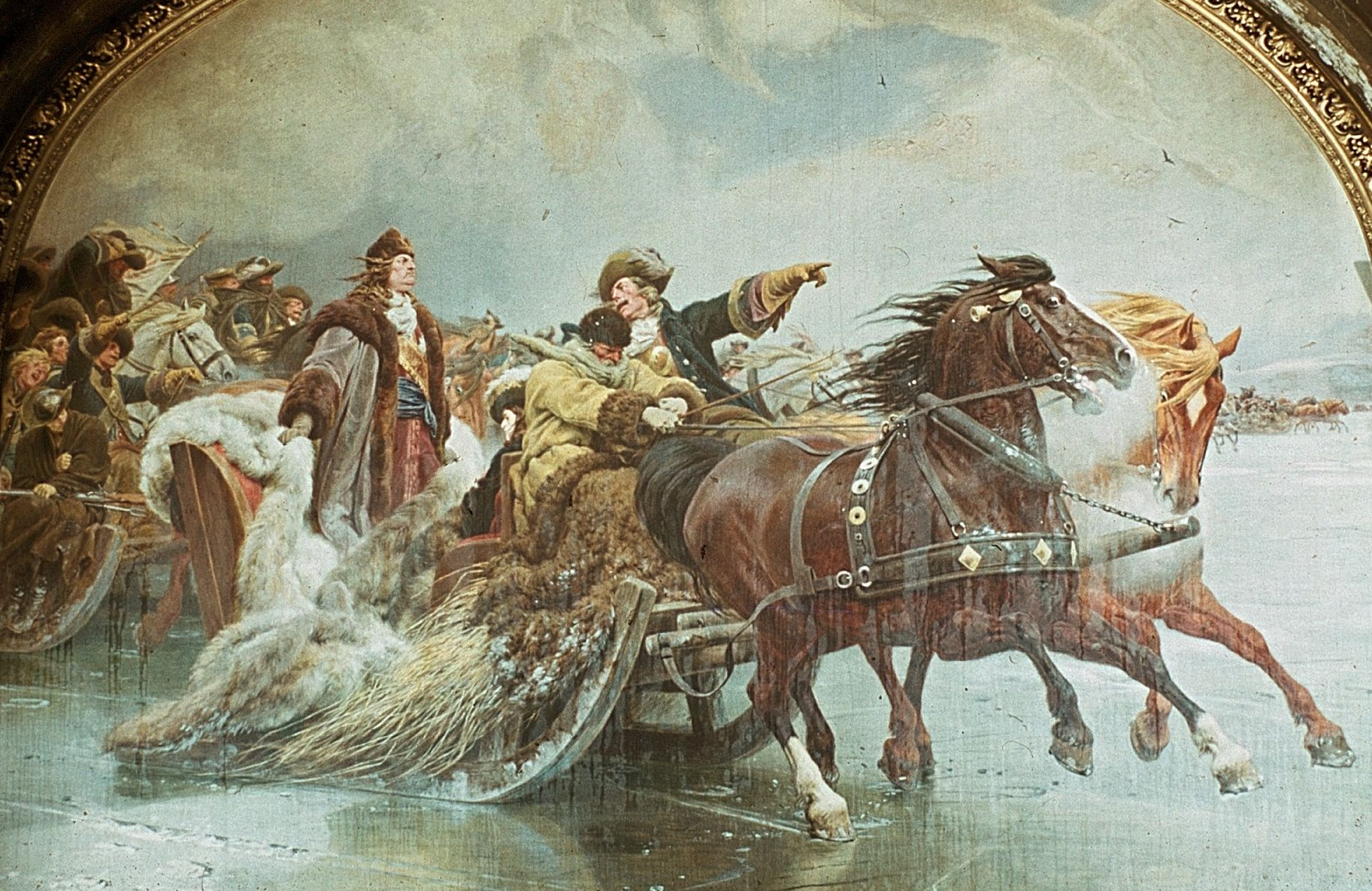
Übergang über das Kurische Haff 1679
von Wilhelm Simmler um 1891

#### Winterfeldzug 1678/79 in Ostpreußen
Im Herzogtum Preußen befanden sich während der Kriegszeit nur schwache Streitkräfte, die außerstande waren, eine drohende schwedische Invasion von Livland aus abzuwehren. Schweden wollte mit einer Invasion Polen-Litauen auf seine Seite ziehen, um Ostpreußen für sich zu erobern. Der polnische König Johann Sobieski hatte zwar Überlegungen in dieser Richtung angestellt, konnte jedoch, aufgrund der Beanspruchung Polen-Litauens im Türkenkrieg, keine Kräfte für eine Beteiligung freimachen.
Im Oktober 1678 trat die in Livland aufgestellte schwedische Armee unter Feldmarschall Henrik Horn, rund 12.000 Mann stark, den Vormarsch nach Kurland an. Am 15. November überschritt sie nördlich von Memel die preußische Grenze. Der Widerstand war gering, sodass die Schweden ohne Probleme vorrückten. Jedoch blieb Polen-Litauen auch nach dem Friedensschluss mit den Osmanen einem Bündnis mit Schweden fern, als bekannt wurde, dass Stralsund vor den Brandenburgern kapituliert hatte. Mit der Einnahme Stralsunds war der ursprüngliche Zweck der schwedischen Unternehmung, der Entsatz Schwedisch-Pommerns, hinfällig geworden. Die Schweden standen nun vor der Gefahr, ihrerseits mit dem nun frei gewordenen brandenburgischen Heer konfrontiert zu werden. Aufgrund dieser veränderten strategischen Situation stoppten die Schweden ihren Vormarsch nach Königsberg. Der schwedische Feldmarschall erhielt Befehl, Winterquartiere in Preußen zu beziehen und passiv zu bleiben.
Kurfürst Friedrich Wilhelm setzte sich Mitte Dezember von Berlin aus mit einem 9000 Mann und 30 Geschützen starken Heer in Richtung Preußen in Bewegung. am 20. Januar überschritt der brandenburgische Entsatz die Weichsel und erreichte Marienwerder, den ersten Sammelplatz der Infanterie. Der Kurfürst bereitete von hier die berühmt gewordene Große Schlittenfahrt vor. In einem Schreiben an den Statthalter und die Stadträte gab er Befehl, für sein Heer 1100 Schlitten und 600–700 Pferde bereitzustellen. Außerdem erteilte er den in Königsberg stehenden Kavallerietruppen unter General Görzke den Befehl zur sofortigen Verfolgung der fliehenden Schweden. Diese hatten, nachdem sie die Nachricht von der Ankunft des Kurfürsten erhalten hatten, den Rückzug nach Livland angetreten und erreichten am 29. Januar 1679 Tilsit. Die brandenburgische Kavallerie versuchte wie befohlen die Schweden einzuholen.
Die Infanterie setzte ihren Vormarsch, nun auf Schlitten, von Marienwerder nach Heiligenbeil fort. Von dort ging es über das Frische Haff in einem sieben Meilen langen Zug am 26. Januar nach Königsberg. Die Truppen setzten am 27. Januar die Schlittenfahrt nach Labiau fort. Sie erreichte in einem Eilmarsch über das zugefrorene Kurische Haff am 29. Januar das Dorf Gilge an der Mündung der Memel. Ohne die Ankunft des Hauptheeres abzuwarten, überfiel ein aus 1000 Mann Kavallerie bestehendes brandenburgisches Vorauskommando unter Oberst Joachim Henniges von Treffenfeld am 30. Januar einige bei Tilsit untergebrachte schwedische Regimenter und zersprengte sie. In dem Gefecht bei Tilsit verloren die Schweden einige hundert Mann an Toten und Verwundeten.
Am nächsten Tag griff die brandenburgische Kavallerie unter Görzke und dem am Tag zuvor für seinen Sieg zum Generalmajor beförderten Treffenfeld erneut die sich zurückziehenden Schweden an. In dem Gefecht bei Splitter wurden 1000 Schweden getötet, 300 gefangen genommen und fünf Kanonen erobert. Als die Schweden ihren Rückzug über litauisches Gebiet fortsetzten, ließ der Kurfürst am 2. Februar die Verfolgung einstellen, da sich Versorgungsmangel, Kälte und Krankheit auch bei seinen Truppen bemerkbar machten. Sie bezogen daraufhin Unterkunft in Preußen. Der Kurfürst sandte den Schweden nur noch ein kleines, 1500 Mann Kavallerie starkes Kontingent unter Generalmajor Hans Adam von Schöning hinterher, das sich am 7. Februar ein Gefecht mit der schwedischen Nachhut bei Telschi in Niederlitauen (Samogitien) lieferte. Dieses Kontingent stellte acht Meilen vor Riga seine Verfolgung ein (Schöning-Manöver) und trat am 12. Februar den Rückmarsch nach Memel an.
Im Ergebnis brachten die Schweden unter Feldmarschall Horn von seinen ehemals 12–16.000 Mann nur noch 1000 Reiter und 500 Infanteristen in gefechtsfähigem Zustand wieder zurück auf schwedisches Gebiet in Livland. Dieser Winterfeldzug 1678/79 ging als Die Jagd über das Kurische Haff in die Geschichte ein.

## Dritter Kriegsabschnitt: Krieg mit Frankreich (1679 bis zum Frieden)
Bereits am 10. August 1678 schlossen die Niederlande und Frankreich einen Separatfrieden, der den parallel stattfindenden Holländischen Krieg beendete. In den seit 1676 stattfindenden Friedensverhandlungen in Nimwegen beschlossen beide Parteien eine vollständige Rückgabe aller holländischen Gebiete. Frankreich, das den Krieg begonnen hatte, um die Niederlande zu erobern, wollte sich stattdessen bei den Verbündeten der Niederländer schadlos halten. Prinz Wilhelm wollte diesen Frieden nicht, musste jedoch den Republikanischen und den Handelsinteressen der Niederländer nachgeben.
Als der Winterfeldzug gerade abgeschlossen war, beendete am 5. Februar 1679 Kaiser Leopold I. im Frieden von Nimwegen den Krieg des Reiches mit Frankreich und Schweden. Nach diesem Vertrag sollte Brandenburg seine Eroberungen wieder an Schweden zurückgeben. Brandenburg-Preußen stand nun Frankreich alleine gegenüber. Die Politik Frankreichs sah vor, dass jegliche Änderung der territorialen Regelungen des Westfälischen Friedens von vornherein ausschied, um kein Präjudiz gegen Frankreichs Annexionen im Elsass und Lothringen zu schaffen. Abgesehen davon konnte und wollte Frankreich nicht Nachteile Schwedens in einem Kriege dulden, zu dem es von Frankreich angestiftet worden war. Da der Kurfürst aber eine Herausgabe der eroberten Gebiete hartnäckig verweigerte, ließ Ludwig XIV., um Druck auf die Brandenburger auszuüben, ein 8000 Mann starkes Korps unter Generalleutnant Baron de Calvo in das zu Brandenburg gehörende westrheinische Cleve einrücken und das Land brandschatzen.
Ende Mai 1679 rückte, nachdem ein Waffenstillstand zwischen Brandenburg und Frankreich abgelaufen war, eine 30.000 Mann starke französische Armee in die Grafschaft Mark ein. Die brandenburgischen Kräfte in den Westprovinzen betrugen zu dem Zeitpunkt 8000 Mann und wurden von Generalleutnant Alexander von Spaen angeführt. Spaen ließ seine Kavallerie an der Porta Westfalica aufstellen, um diese zu sperren. Nach einem hitzigen Gefecht mit der französischen Übermacht wurden die Brandenburger allerdings am 21. Juni nach Minden zurückgeworfen. Bald darauf, am 9. Juli 1679, wurde der Krieg durch den Frieden von Saint-Germain beendet.

## Friedensschluss und Folgen
Im Frieden von Saint-Germain wurde Friedrich Wilhelm aufgelegt, alle in Schwedisch-Pommern eroberten Gebiete bis Ende des Jahres an Schweden zurückzugeben. Schweden wurde verpflichtet, den Grenzvertrag von 1653 umzusetzen, wonach es auf die auf dem rechten Oderufer gelegenen Landstreifen, ausgenommen Damm und Gollnow, zu Gunsten Brandenburgs verzichten sollte. Schweden verzichtete auf die Erhebung von Seezöllen an der Odermündung, und Frankreich versprach 300.000 Reichstaler an Brandenburg zu zahlen. Die Franzosen räumten die besetzten brandenburgischen Provinzen Cleve und die Grafschaft Mark bis Ende Februar 1680.
Auch Dänemark, der Bundesgenosse Brandenburgs, musste die Waffen niederlegen, ohne sein Ziel, die Wiedergewinnung Schonens und der übrigen ihm von König Karl X. Gustav entrissenen skandinavischen Provinzen erreicht zu haben.
Durch diesen Friedensschluss verblieb Schwedisch-Pommern bis zum Großen Nordischen Krieg unter schwedischer Herrschaft. Das bisher wenig bedeutende Brandenburg-Preußen gewann durch die militärischen Siege über die als unbesiegbar geltenden schwedischen Truppen erheblich an Reputation. Der Kurfürst hatte allerdings sein Ziel, Vorpommern einschließlich der für Brandenburg so wichtigen Odermündung dauerhaft zu gewinnen, nicht erreicht.
Den Franzosen war es durch geschickte Diplomatie und politischen Druck gelungen, allzu große Zugeständnisse Schwedens zu vermeiden.
In Berlin fühlte man sich ungerecht behandelt und vom habsburgischen Kaiser Leopold I., seinem Verbündeten, im Stich gelassen. Der Kurfürst argumentierte, dass der Kaiser zwar seine Vasallentreue im Reichskrieg gegen Frankreich in Anspruch genommen und ihn dadurch in den Krieg mit Schweden verwickelt hatte, ihn dann aber im Stich ließ, als er ohne Kenntnis des Kurfürsten und ohne jede Rücksicht auf die Interessen Brandenburgs mit Frankreich Frieden schloss. Der Kaiser wiederum wollte verhindern, dass im Norden des Reiches ein starkes protestantisches Fürstentum entstünde, und nahm dafür Nachteile für das Reich in Kauf.
Dies führte zu einer Änderung der brandenburgischen Bündnispolitik, weg von Habsburg, hin zu Frankreich. Bereits im Friedensvertrag von Saint-Germain vereinbarten Frankreich und Brandenburg in einem geheimen Abschnitt Zusammenarbeit. Im Oktober 1679 schloss der Kurfürst mit Frankreich ein Geheimabkommen, das ihn verpflichtete, bei der nächsten Kaiserwahl für Ludwig XIV. zu stimmen. Im Januar 1681 folgte ein Defensivbündnis Brandenburgs mit Frankreich.